# 조지 W. 부시 행정부
조지 W. 부시의 제43대 미국 대통령 임기는 2001년 1월 20일 자신의 첫 취임식과 함께 시작되어 2009년 1월 20일에 종료되었다. 텍사스 출신 공화당원인 부시는 2000년 대통령 선거에서 민주당 소속 현직 부통령 앨 고어를 물리치고 당선되었다. 4년 후 2004년 대통령 선거에서는 민주당 후보 존 케리를 근소한 차이로 꺾고 재선에 성공했다. 부시의 대통령 임기와 함께 공화당은 데니스 해스터트 하원 의장과 빌 프리스트 상원 원내대표 하에 제108대 및 제109대 미국 의회에서 미국 하원과 미국 상원의 다수당 지위를 유지했다. 부시는 헌법에 따라 두 번의 임기로 제한되었으며, 2008년 대통령 선거에서 승리한 민주당원 버락 오바마가 그 뒤를 이었다. 그는 제41대 대통령 조지 H. W. 부시의 장남이다.
부시 행정부를 재편한 결정적인 사건은 2001년 9월 11일의 테러 공격이었다. 그 후 의회는 국토안보부를 창설했고, 부시는 테러와의 세계 전쟁을 선포했다. 그는 탈레반을 전복하고 알카에다를 파괴하며 오사마 빈라덴을 생포하기 위한 노력으로 아프가니스탄 침공을 명령했다. 그는 또한 의심되는 테러리스트에 대한 감시를 승인하기 위해 논란이 많은 미국 애국자법을 서명했다. 2003년 부시는 사담 후세인 정권이 대량살상무기를 소유하고 있다고 주장하며 이라크 침공을 명령했다. 대량살상무기 비축량이나 알카에다와의 작전 관계에 대한 증거가 발견되지 않자 강도 높은 비판이 쏟아졌다. 9/11 이전 부시는 1조 3천억 달러 규모의 감세 프로그램과 주요 교육 법안인 아동 낙오 방지법을 통과시켰다. 그는 또한 부분출산 낙태 금지법과 신앙 기반 복지 이니셔티브와 같은 사회적으로 보수적인 노력도 추진했다. 또한 2003년에는 메디케어 파트 D를 창설한 메디케어 처방약, 개선 및 현대화법에 서명했다.
두 번째 임기 동안 부시는 여러 자유 무역 협정을 체결하고 존 로버츠와 새뮤얼 알리토를 연방 대법원에 성공적으로 지명했다. 그는 메디케어 및 이민법에 대한 주요 변화를 모색했지만, 두 노력 모두 실패했다. 아프가니스탄과 이라크 전쟁은 계속되었고, 2007년 그는 이라크 병력 증강을 시작했다. 부시 행정부의 허리케인 카트리나 대응과 미국 검사 해고 논란은 비판을 받았고, 그의 지지율은 하락했다. 2008년 금융 위기는 정책 입안자들이 주요 경제 재앙을 피하려 노력하는 가운데 그의 마지막 임기 동안 지배적이었고, 그는 금융 기관으로부터 부실 자산을 매입하기 위한 부실자산 구제 프로그램 (TARP)을 설립했다.
재임 기간 중 여러 시점에서 부시는 미국 역사상 가장 인기 있는 대통령이자 가장 인기 없는 대통령 중 한 명이었다. 그는 9/11 테러 이후 가장 높은 지지율을 기록했지만, 이라크 전쟁과 2008년 금융 위기 동안에는 가장 낮은 지지율 중 하나를 기록했다. 부시에 대한 대중의 감정은 퇴임 후 개선되었지만, 그의 재임은 일반적으로 학자들에 의해 평균 이하로 평가되었다.

## 2000년 선거

2000년 선거인단 투표 결과

제41대 미국 대통령 조지 H. W. 부시의 장남인 조지 W. 부시는 1994년 텍사스 주지사 선거에서 승리하며 독자적인 대통령 후보로 부상했다. 1998년 텍사스 주지사 선거에서 압도적인 차이로 재선에 성공한 후, 부시는 2000년 대통령 선거의 공화당 후보 지명 경쟁에서 널리 인정받는 선두 주자가 되었다. 2000년 선거를 앞두고 부시는 공급측면 경제학 지지자 로렌스 B. 린지와 외교 전문가 콘돌리자 라이스를 포함한 고문단을 구성했다. 칼 로브와 켄 멜만이 이끄는 재정팀을 통해 부시는 다른 잠재적인 공화당 후보들에 비해 압도적인 재정적 우위를 확보했다. 여러 저명한 공화당원들이 부시에게 도전하지 않았음에도 불구하고, 애리조나주 상원의원 존 매케인은 많은 중도파와 강경파의 지지를 받는 활발한 도전을 시작했다. 매케인의 사우스캐롤라이나주 예비선거 패배는 2000년 공화당 경선을 사실상 종결시켰고, 부시는 2000년 공화당 전당대회에서 공식적으로 대통령 후보로 지명되었다. 부시는 자신의 러닝메이트로 전 국방부 장관 딕 체니를 선택했다. 체니는 선거에 큰 도움이 되지 않았고 건강 문제도 있었지만, 부시는 체니의 폭넓은 경험이 그를 귀중한 국정 파트너로 만들 것이라고 믿었다.
민주당 대통령 빌 클린턴의 임기가 제한되면서 민주당은 테네시주 부통령 앨 고어를 대통령 후보로, 코네티컷주 상원의원 조 리버먼을 부통령 후보로 지명했다. 부시의 선거 운동은 르윈스키 스캔들에 휘말렸던 클린턴의 인격과 대조적으로 자신 후보의 인격을 강조했다. 10월 마지막 토론 후 실시된 여러 여론조사에서 부시는 상당한 우위를 점했지만, 부시의 1976년 음주 운전 체포 사실이 밝혀지면서 그의 선거 운동의 동력이 약화되었다. 선거 당일 밤이 끝날 무렵, 플로리다는 선거의 핵심 주가 되었고, 이 주를 이기는 후보가 대통령이 될 것이었다. 부시는 선거 당일 밤 투표에서 극히 근소한 차이로 우위를 점하여 자동 재검표가 시작되었다. 플로리다주 대법원은 부분적인 수동 재검표를 명령했지만, 미국 연방 대법원은 부시 대 고어 사건에서 평등 보호 원칙에 따라 이 과정을 사실상 중단시켰고, 부시는 해당 주와 선거 모두에서 승리했다. 부시는 대통령 선거에서 271표의 선거인단 투표를 얻어 고어의 266표를 이겼지만, 고어는 전국 투표에서 부시보다 543,895표를 더 얻어 최다 득표를 간신히 얻었다. 이로써 부시는 대통령에 당선되었지만 인기 투표에서 패배한 네 번째 인물이 되었다. 동시에 진행된 의회 선거에서 공화당은 미국 하원에서 축소된 다수당을 유지했지만, 미국 상원에서는 5석을 잃어 상원 내 당파 균형은 공화당 50석, 민주당 50석이 되었고, 딕 체니 부통령의 캐스팅 보트가 공화당에게 의회 통제권을 주었다.

## 행정부

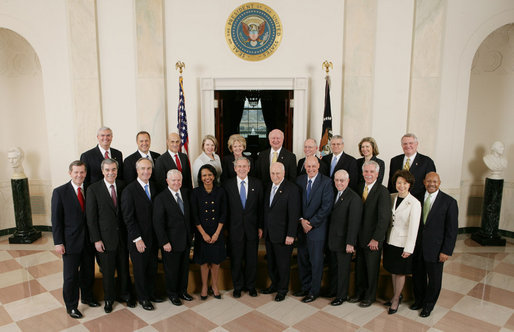
2008년 조지 W. 부시 대통령과 그의 내각

강력한 백악관 비서실장의 개념을 거부한 부시는 고위 관리들이 비서실장 앤드루 카드를 거치지 않고 자신에게 직접 보고하도록 했다. 딕 체니 부통령은 부시 자신을 제외하고 백악관에서 가장 강력한 인물로 부상했다. 부시는 텍사스에서 자신 밑에서 일했던 여러 인물들을 백악관으로 데려왔는데, 여기에는 선임 고문 카렌 휴즈, 선임 보좌관 칼 로브, 법률 고문 앨버토 곤잘러스, 직원 비서실장 해리엇 마이어스 등이 포함되었다. 다른 중요한 백악관 직원 임명자로는 마거릿 스펠링스의 국내 정책 고문, 마이클 거슨의 수석 연설문 작성자, 조슈아 볼튼과 조 해긴의 백악관 부비서실장 등이 있었다. 제럴드 포드 재임 시절 관리예산실의 부국장을 지낸 폴 H. 오닐은 재무장관으로 임명되었고, 전 미주리주 상원의원 존 애시크로프트는 법무장관으로 임명되었다.
부시는 외교 경험이 거의 없었기 때문에 그의 임명자들은 그의 재임 기간 동안 미국 외교 정책을 형성하는 데 중요한 역할을 할 것이다. 그의 초기 외교 정책 최고 임명자 중 몇몇은 그의 아버지 행정부에서 근무했다. 체니 부통령은 국방부 장관을 지냈고, 콘돌리자 라이스 국가안보보좌관은 국가안보회의에서 근무했으며, 부장관 폴 월포위츠와 리처드 아미티지도 중요한 역할을 했다. 국무장관 콜린 파월은 첫 부시 대통령 밑에서 합참의장을 지냈다. 부시는 오랫동안 파월을 존경했으며, 전직 장군은 이 직책에 대한 부시의 첫 번째 선택이었다. 포드 행정부에서 같은 직책을 지냈던 국방장관 도널드 럼즈펠드는 국가안보팀의 핵심 인물로 완성되었다. 포드 행정부에서 함께 근무했던 럼즈펠드와 체니는 부시의 첫 임기 동안 주요 외교 정책 인물로 부상했다.
이라크 전쟁에 반대하고 부시 감세가 재정 적자를 초래할 것을 우려했던 오닐은 2003년 2월 존 W. 스노로 교체되었다. 부시 행정부의 결정, 특히 이라크 전쟁 발발에 좌절한 파월은 2004년 선거 후 사임했다. 그는 라이스로 교체되었고, 당시 국가안보보좌관 대행 스티븐 해들리가 라이스의 전직을 맡았다. 부시의 최고 직원 대부분은 2004년 선거 후에도 남아 있었지만, 스펠링스는 교육부 장관으로 내각에 합류했고 곤잘레스는 애시크로프트를 대신하여 법무장관이 되었다. 2006년 초, 카드는 두바이 포츠 월드 논란과 몇 가지 실패한 백악관 이니셔티브의 여파로 백악관을 떠났고, 조슈아 볼튼으로 교체되었다. 볼튼은 로브의 일부 책임을 박탈하고 골드만삭스의 수장인 헨리 폴슨을 설득하여 스노를 대신하여 재무장관이 되도록 했다.
2006년 선거 이후 럼즈펠드는 전 CIA 국장 로버트 게이츠로 교체되었다. 인사 개편으로 라이스는 행정부에서 가장 저명한 인물 중 한 명이 되었고, 그녀는 부시의 두 번째 임기 외교 정책을 지시하는 데 강력한 역할을 했다. 곤잘레스와 로브는 모두 미국 검사 해고 논란과 관련하여 2007년에 떠났고, 곤잘레스는 전직 연방 판사 마이클 뮤케이시로 교체되었다.

### 비내각 고위 관료 및 고문
- 대통령 선임 고문 – 칼 로브 (2001–2007), 배리 스티븐 잭슨 (2007–2009)
- 백악관 고문 – 카렌 휴즈 (2001–2002), 댄 바틀렛 (2002–2007), 에드 길레스피 (2007–2009)
- 국가안보보좌관 – 콘돌리자 라이스 (2001–2005), 스티븐 해들리 (2005–2009)
- 백악관 부비서실장 – 조 해긴 (2001–2008), 조슈아 볼튼 (2001–2003), 해리엇 마이어스 (2003–2004), 칼 로브 (2005–2007), 조엘 카플란 (2006–2009), 블레이크 고테스만 (2008–2009)
- 미국 영부인 비서실장 – 안드레아 볼 (2001–2004), 아니타 맥브라이드 (2005–2009)
- 백악관 공보국장 – 아리 플라이셔 (2001), 댄 바틀렛 (2001–2005), 니콜 왈라스 (2005–2006), 케빈 설리번 (2006–2009)
- 백악관 법률고문 – 앨버토 곤잘러스 (2001–2005), 해리엇 마이어스 (2005–2007), 프레드 필딩 (2007–2009)
- 백악관 대변인 – 아리 플라이셔 (2001–2003), 스콧 맥클렐란 (2003–2006), 토니 스노 (2006–2007), 다나 페리노 (2007–2009)
- 경제자문위원회 의장 – 글렌 허바드 (2001–2003), 그레고리 맨큐 (2003–2005), 하비 S. 로젠 (2005), 벤 버냉키 (2005–2006), 에드워드 레이저 (2006–2009)
- 주 유엔 대사 – 존 네그로폰티 (2001–2004), 존 댄포스 (2004–2005), 존 볼턴 (2005–2006), 잘메이 할릴자드 (2007–2009)
- 국가정보국장 – 존 네그로폰티 (2005–2007), 마이크 맥코넬 (2007–2009)
- CIA 국장 – 조지 테넷 (2001–2004), 존 E. 매클로플린 (권한대행, 2004), 포터 고스 (2004–2006), 마이클 헤이든 (2006–2009)
- FBI 국장 – 루이스 프리 (2001), 토마스 J. 피카르드 (권한대행, 2001), 로버트 뮬러 (2001–2009)
- FCC 위원장 – 마이클 파월 (2001–2005), 케빈 마틴 (2005–2009)

## 사법부 임명

### 연방 대법원

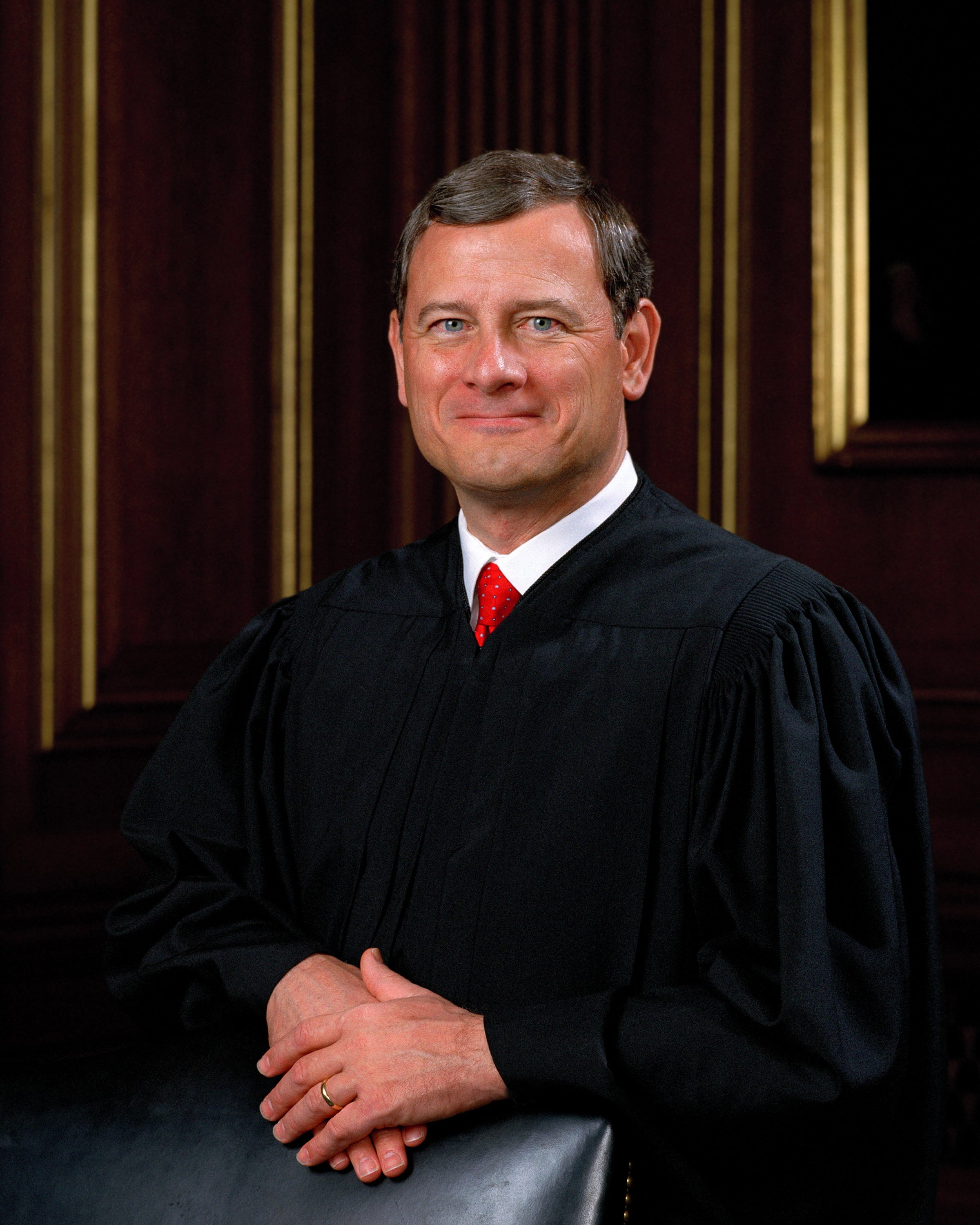
부시는 존 로버츠를 대법원장으로 임명했다.

2004년 선거 후, 많은 사람들은 고령의 대법원장 윌리엄 렌퀴스트가 미국 연방 대법원에서 물러날 것으로 예상했다. 체니와 백악관 법률고문 해리엇 마이어스는 컬럼비아 특별구 항소법원 판사 존 로버츠와 제4순회항소법원 판사 마이클 루티그라는 두 명의 널리 존경받는 보수주의자를 최종 후보로 선정했다. 2005년 6월, 샌드라 데이 오코너 대법관이 예기치 않게 은퇴를 발표했고, 부시는 다음 달에 그녀의 자리에 로버츠를 지명했다. 9월에 렌퀴스트가 사망하자 부시는 잠시 앤터닌 스컬리아 부대법관을 대법원장으로 승격시키는 것을 고려했지만, 대신 로버츠를 이 자리에 지명하기로 결정했다. 로버츠는 상원에서 78대 22로 인준되었고, 모든 공화당원과 근소한 민주당원 다수가 로버츠의 인준에 찬성표를 던졌다.
오코너의 후임을 찾기 위해 부시 행정부는 여성 후보를 찾고자 했지만, 기존의 선택지에 만족하지 못했다. 부시는 판사 경력은 없지만 기업 변호사 및 백악관 직원으로 일했던 마이어스를 낙점했다. 그녀의 지명은 입증되지 않은 이념과 사법 경험 부족을 우려하는 보수주의자들(및 자유주의자들)의 즉각적인 반대에 직면했다. 상원 다수당 원내대표 빌 프리스트가 부시에게 마이어스가 인준에 필요한 표를 얻지 못할 것이라고 통보한 후, 마이어스는 고려 대상에서 철회했다. 부시는 이어서 새뮤얼 알리토를 지명했으며, 알리토는 보수주의자들로부터 강력한 지지를 받았지만 민주당의 반대에 부딪혔다. 알리토는 2006년 1월 58대 42로 인준되었다. 로버츠와 알리토가 취임한 직후 몇 년 동안 로버츠 법원은 이전의 렌퀴스트 법원보다 일반적으로 더 보수적이었는데, 이는 주로 알리토가 오코너보다 더 보수적이었기 때문이다.

### 기타 법원
부시는 또한 62명의 미국 항소법원 판사, 261명의 미국 지방법원 판사, 2명의 미국 국제 무역 법원 판사를 임명했다. 그중에는 미래의 연방 대법원 부판사 두 명도 있었다. 2006년 닐 고서치를 제10순회 항소법원 판사로, 2006년 브렛 캐버노를 컬럼비아 특별구 항소법원 판사로 임명했다.

## 국내 문제

### 부시 감세
| 회계 연도 | 수입    | 지출    | 흑자/ 적자 | GDP      | GDP 대비 부채 비율 |
| --------- | ------- | ------- | ---------- | -------- | ------------------ |
| 2001      | 1,991.1 | 1,862.8 | 128.2      | 10,526.5 | 31.5               |
| 2002      | 1,853.1 | 2,010.9 | −157.8     | 10,833.7 | 32.7               |
| 2003      | 1,782.3 | 2,159.9 | −377.6     | 11,283.8 | 34.7               |
| 2004      | 1,880.1 | 2,292.8 | −412.7     | 12,025.5 | 35.7               |
| 2005      | 2,153.6 | 2,472.0 | −318.3     | 12,834.2 | 35.8               |
| 2006      | 2,406.9 | 2,655.1 | −248.2     | 13,638.4 | 35.4               |
| 2007      | 2,568.0 | 2,728.7 | −160.7     | 14,290.8 | 35.2               |
| 2008      | 2,524.0 | 2,982.5 | −458.6     | 14,743.3 | 39.4               |
| 참조      | [ 26 ]  | [ 26 ]  | [ 26 ]     | [ 27 ]   | [ 28 ]             |

부시의 감세 약속은 2000년 대통령 선거 운동의 핵심이었으며, 취임 후 그는 감세를 첫 번째 주요 입법 우선순위로 삼았다. 빌 클린턴 행정부 동안 예산 흑자가 발생했으며, 연방준비제도 이사장 앨런 그린스펀의 지지 속에 부시는 흑자를 가장 잘 활용하는 방법은 세금을 낮추는 것이라고 주장했다. 부시가 취임할 무렵, 경제 성장 둔화로 연방 예산 전망이 약화되었지만, 부시는 경제 성장을 촉진하기 위해 감세가 필요하다고 주장했다. 폴 오닐 재무장관이 감세 규모와 미래 적자 가능성에 대한 우려를 표명한 후, 딕 체니 부통령이 법안 작성을 담당했고, 행정부는 2001년 3월에 의회에 법안을 제안했다.
부시는 처음에는 10년간 1조 6천억 달러의 감세를 추진했지만, 결국 1조 3천5백억 달러의 감세에 합의했다. 행정부는 정부가 다시 적자를 기록할 경우 세금 감면을 단계적으로 폐지하는 "트리거" 개념을 거부했다. 2001년 경제 성장 및 세금 감면 조정법은 의회 공화당원과 소수 의회 민주당원의 지지를 얻었고, 부시는 2001년 6월에 법으로 서명했다. 이 법은 최고 소득세율을 39%에서 35%로 낮추었으며, 상속세도 줄였다. 상원에서 공화당의 근소한 다수는 재조정을 필요로 했고, 이는 세금 감면이 추가 입법 조치가 없으면 2011년에 단계적으로 폐지될 것임을 의미했다.
세법 통과 후, 짐 제퍼즈 상원의원은 공화당을 탈당하고 민주당과 공조하기 시작하여 민주당에 상원 통제권을 주었다. 공화당이 2002년 중간 선거에서 상원 통제권을 되찾은 후, 부시는 추가 감세를 제안했다. 민주당의 지지가 거의 없는 상태에서 의회는 2003년 일자리 및 성장 세금 감면 조정법을 통과시켰는데, 이는 10년간 3,500억 달러의 세금을 추가로 삭감했다. 이 법은 또한 자본 이득세와 배당금에 대한 세금을 낮추었다. 종합적으로 부시 감세는 연방 개인 소득세율을 제2차 세계 대전 이후 최저 수준으로 낮추었고, 국내총생산 대비 정부 수입은 2000년 20.9%에서 2004년 16.3%로 감소했다. 대부분의 부시 감세는 나중에 2012년 미국 납세자 구제법에 의해 영구화되었지만, 이 법은 최고 소득자에 대한 감세를 철회했다.
부시 행정부와 공화당의 수사와는 달리, 예산 적자가 증가하여 많은 사람들이 감세가 원인이라고 생각하게 만들었다. 부시 대통령, 딕 체니 부통령, 빌 프리스트 상원 원내대표의 감세가 효과적으로 "자급자족"한다는 발언은 CBPP, 미국 재무부 및 CBO에 의해 논쟁이 벌어졌다.

### 교육

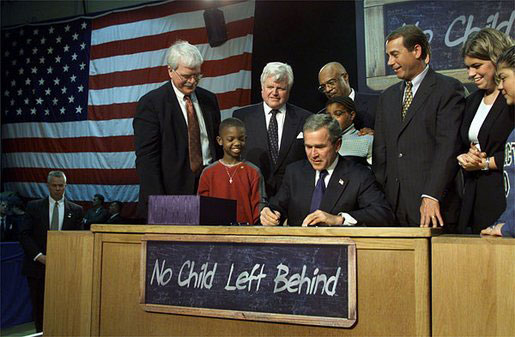
조지 W. 부시 대통령이 아동 낙오 방지법에 서명하고 있다.

감세 외에도 부시가 취임 후 추진한 또 다른 주요 정책은 교육 개혁이었다. 부시는 교육 개혁, 특히 저소득층 및 소수 집단의 교육에 대해 강한 개인적인 관심을 가지고 있었다. 그는 종종 저소득층 및 소수 집단이 뒤처지도록 허용하는 "낮은 기대치의 부드러운 편견"을 비난했다. 많은 보수주의자들이 교육에 대한 연방 개입 증가를 꺼려했지만, 부시가 2000년 선거에서 교육 개혁을 내세워 성공적으로 선거 운동을 펼친 것은 오하이오주의 존 베이너 의원을 포함한 많은 공화당원들이 연방 기금 증가를 포함하는 교육 개혁 법안을 받아들이도록 설득했다. 초당적인 법안을 만들기 위해 부시는 상원 보건, 교육 및 연금 위원회의 고위 위원이자 선도적인 자유주의 상원의원인 민주당의 에드워드 M. 케네디를 설득했다.
부시는 학교가 읽기 및 수학과 같은 기술에 대한 통일된 기준을 충족하는지 확인하기 위해 광범위한 시험을 선호했다. 부시는 시험이 학교의 성과에 대한 책임을 높이고 부모에게 자녀를 보낼 학교를 선택하는 데 더 많은 정보를 제공하기를 바랐다. 케네디는 빈곤층 어린이 교육에 대한 부시의 우려를 공유했지만, 부모가 연방 기금을 사용하여 사립 학교에 자녀를 보낼 수 있도록 하는 부시의 제안된 학교 바우처에는 강력히 반대했다. 두 사람은 협력하여 아동 낙오 방지법을 통과시켰는데, 이 법은 학교 바우처 개념을 폐기했지만 전국적인 시험에 대한 부시의 아이디어를 포함했다. 양원 의회는 법안의 최종 버전에 압도적인 지지를 표명했으며, 부시는 2002년 1월에 법으로 서명했다. 그러나 케네디는 나중에 부시가 교육에 대한 더 큰 연방 기금을 약속했다고 주장하며 법안의 시행을 비판했다.

### 감시 및 국토 안보
9·11 테러 직후 부시는 국토안보국의 창설을 발표하고 전 펜실베이니아 주지사 톰 리지를 국장으로 임명했다. 의회가 국토안보법을 통과시켜 국토안보부 (DHS)를 창설한 후, 리지는 새로 창설된 부서의 초대 국장이 되었다. 이 부서는 이민, 국경 통제, 세관, 그리고 새로 설립된 미국 교통안전청 (TSA)을 감독하는 임무를 맡았으며, TSA는 공항의 보안에 중점을 두었다. FBI와 CIA는 독립 기관으로 남아 있었지만, DHS는 미국 해안경비대, 이민귀화국 (세 기관으로 분할됨), 미국 세관 서비스 (또한 별도 기관으로 분할됨), 그리고 미국 연방재난관리청에 대한 관할권을 부여받았다. 국토안보법은 1947년 국가안보법 이후 가장 중요한 부서 재편성을 나타냈다.
2001년 10월 26일, 부시는 미국 애국자법에 서명했다. 대통령의 요청으로 통과된 이 법은 미국 정보공동체 간의 정보 공유를 확대하고, 의심되는 테러리스트에 대한 정부의 국내 감시 권한을 확대했다. 애국자법은 또한 의심되는 테러리스트에 대한 이동식 도청을 허용하고, 의심되는 "외로운 늑대" 테러리스트에 대한 정부의 감시 권한을 확대했다. 부시는 또한 미국 국가안보국이 미국 내외 통신에 대해 영장 없는 감시를 수행하도록 비밀리에 승인했다.

### 선거 자금 개혁
매케인의 2000년 대통령 선거 운동은 선거 자금 개혁 문제를 2001년 대중의 의식 속으로 가져왔다. 매케인과 러스 파인골드는 상원에서 초당적인 선거 자금 법안을 추진했으며, 크리스 셰이스 (코네티컷 공화당)와 마티 미한 (매사추세츠 민주당)은 하원에서 이를 통과시키려는 노력을 이끌었다. 1980년대 이후 두 번째로 성공적인 퇴거 청원을 사용하여 민주당과 공화당의 혼합은 데니스 해스터트 의장을 거스르고 선거 자금 개혁 법안을 통과시켰다. 하원은 240대 189로 법안을 승인했으며, 상원에서는 60대 40으로 통과되어 필리버스터를 극복하는 데 필요한 최소한의 표를 얻었다. 법안을 둘러싼 의회 논쟁 내내 부시는 강력한 입장을 취하지 않았다. 그러나 2002년 3월, 부시는 초당적 선거개혁법에 서명하며, 이 법이 선거 자금 시스템을 개선할 것이라고 생각하지만 "완벽과는 거리가 멀다"고 밝혔다. 이 법은 정치 기부금과 지출에 여러 제한을 두었으며, "소프트 머니" 사용을 금지하여 정치 후보에 대한 기부금 한도에 대한 허점을 메웠다. 이 법의 일부인 독립 지출 제한은 나중에 2010년 시민 연합 대 연방 선거 위원회 사건에서 연방 대법원에 의해 위헌 판결을 받았다.

### 건강 관리
부시 감세와 아동 낙오 방지법 통과 후, 부시는 국내 정책의 초점을 건강 관리로 돌렸다. 그는 메디케어를 확장하여 처방약 비용도 보장하도록 추구했는데, 이 프로그램은 메디케어 파트 D로 알려지게 되었다. 많은 의회 민주당원들은 메디케어가 의약품 가격을 협상하는 것을 허용하지 않는다는 이유로 법안에 반대했고, 많은 보수 공화당원들은 건강 관리에 대한 정부 개입 확대를 반대했다. 하원 의장 데니스 해스터트와 상원 원내대표 빌 프리스트의 도움을 받아 부시는 강력한 반대를 극복하고 메디케어 법안을 통과시켰다. 2003년 12월, 부시는 프로그램이 시작된 1965년 이래로 메디케어의 가장 큰 확장인 메디케어 처방약, 개선 및 현대화법에 서명했다.

### 사회 보장 개혁 시도

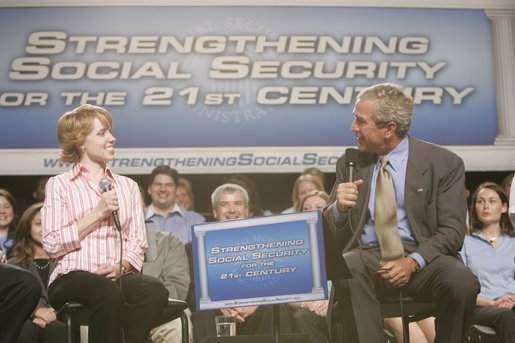
2005년 버지니아주에서 조지 W. 부시 대통령이 사회 보장에 대해 논의하고 있다.

2004년 재선에 성공한 후 부시는 사회 보장의 부분 민영화를 최우선 국내 과제로 삼았다. 그는 시민들이 사회 보장 프로그램을 지원하는 급여세로 지불한 돈의 일부를 투자할 수 있도록 프로그램을 재구성할 것을 제안했다. 대통령은 사회 보장이 임박한 자금 위기에 직면해 있으며 지속적인 지불 능력을 보장하기 위해 개혁이 필요하다고 주장했다. 부시는 자신의 제안에 대한 어려운 의회 논쟁을 예상했지만, 그가 말했듯이 "나는 정치적 자본을 가지고 있고, 그것을 쓸 작정이다." AARP와 같은 단체들은 이 계획에 강력히 반대했고, 부시 감세를 지지했던 맥스 보커스와 같은 중도 민주당원들도 반대했다. 결국 부시는 자신의 계획에 대한 단 한 명의 의회 민주당원의 지지도 얻지 못했고, 올림피아 스노와 링컨 체이피와 같은 중도 공화당원조차 민영화를 지지하지 않았다. 통일된 반대에 직면하여 공화당은 2005년 중반에 부시의 사회 보장 제안을 포기했다.

### 허리케인 카트리나 대응

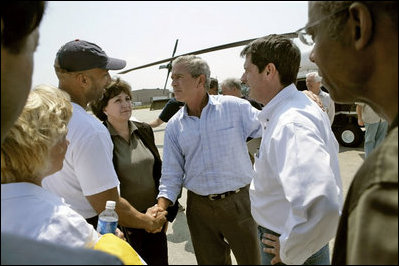
2005년 9월 2일, 뉴올리언스 시장 레이 나긴, 루이지애나 주지사 캐슬린 블랑코, 부시 대통령, 루이지애나 상원의원 데이비드 비터가 허리케인 카트리나 발생 후 회동하고 있다.

허리케인 카트리나, 미국을 강타한 가장 크고 강력한 허리케인 중 하나는 2005년 8월 멕시코만을 따라 여러 주를 휩쓸었다. 텍사스주의 자신의 목장에서 휴가를 보내던 부시는 처음에는 주 및 지역 당국이 자연재해에 대응하도록 허용했다. 허리케인은 8월 29일에 상륙하여 제방 붕괴 후 뉴올리언스를 황폐화시켰다. 1,800명 이상이 허리케인으로 사망했으며, 부시는 재난에 대한 느린 대응으로 널리 비판을 받았다. 대중의 반응에 충격을 받은 부시는 미국 연방재난관리청 국장 마이클 D. 브라운을 해임하고 공개적으로 "카트리나는 모든 수준의 정부에서 우리의 대응 능력에 심각한 문제를 노출시켰다"고 밝혔다. 허리케인 카트리나 이후 부시의 지지율은 40% 미만으로 떨어졌으며, 이는 그의 남은 임기 동안 유지될 것이었다.

### 제안된 이민 개혁

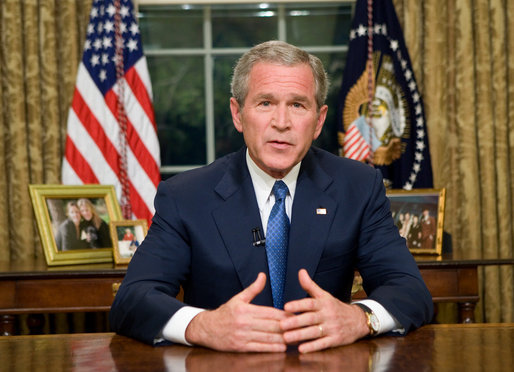
조지 W. 부시 대통령이 TV 연설에서 포괄적인 이민 개혁 제안의 개요를 설명하고 있다.

부시는 첫 임기 동안 다른 국내 정책에 집중했지만, 행정부 전반에 걸쳐 이민 개혁을 지지했다. 2006년 5월, 그는 국경 보안을 강화하고, 손님 노동자 프로그램을 수립하며, 미국에 거주하는 천2백만 명의 불법 이민자들을 위한 시민권 취득 경로를 만들겠다는 5개 항 계획을 제안했다. 상원은 대통령의 제안 중 다수를 포함하는 2006년 포괄적 이민 개혁법을 통과시켰지만, 이 법안은 하원을 통과하지 못했다. 민주당이 2006년 중간 선거에서 의회 통제권을 장악한 후, 부시는 에드워드 M. 케네디와 협력하여 이 법안을 2007년 포괄적 이민 개혁법으로 재도입했다. 이 법안은 이민 개혁에 대해 더욱 회의적이 된 많은 보수주의자들로부터 강한 비판을 받았고, 상원을 통과하지 못했다.

### 대침체
부시 행정부에서 수년간의 금융 규제 완화가 가속화되면서 은행들은 점점 더 많은 주택 구매자들에게 서브프라임 모기지를 빌려주었고, 이는 주택 거품을 야기했다. 많은 은행들은 또한 이러한 대출의 건전성에 대한 본질적인 베팅인 신용파산스왑 및 파생상품에 투자했다. 주택 가격 하락과 임박한 경기 침체에 대한 우려에 대응하여 부시 행정부는 2008년 경제 부양법의 통과를 주선했다. 주택 가격 하락은 많은 기관의 재정적 생존 가능성을 위협하기 시작했고, 미국의 주요 투자 은행인 베어스턴스는 2008년 3월 파산 직전에 놓였다. 금융 위기의 증대하는 위협을 인식한 부시는 헨리 폴슨 재무장관이 다른 은행인 JP모건 체이스가 베어스턴스의 대부분의 자산을 인수하도록 주선하게 했다. 패니 메이와 프레디 맥도 실패할 수 있다는 우려 때문에 부시 행정부는 두 기관을 관리에 두었다. 얼마 후, 행정부는 리먼 브라더스가 파산 직전이라는 사실을 알았지만, 행정부는 결국 리먼 브라더스를 대신하여 개입하는 것을 거부했다.
폴슨은 베어스턴스의 실패 후 금융 산업이 스스로를 강화했으며 리먼 브라더스의 실패가 경제에 크게 영향을 미치지 않을 것이라고 희망했지만, 실패 소식은 주가 폭락과 신용 경색을 야기했다. 전면적인 금융 붕괴를 우려한 폴슨과 연방준비제도 이사회는 파산 직전에 놓인 또 다른 주요 금융 기관인 아메리칸 인터내셔널 그룹 (AIG)을 통제했다. 다른 은행들을 강화하기 위해 부시와 폴슨은 2008년 긴급 경제 안정화법을 제안했는데, 이는 부실 자산을 매입하기 위한 7,000억 달러 규모의 부실자산 구제 프로그램 (TARP)을 만들 것이었다. 하원은 228대 205로 TARP를 거부했다. 비록 지지와 반대가 당파를 넘나들었지만, 공화당 의원단의 약 3분의 1만이 법안을 지지했다. 하원 투표 당일 다우 존스 산업평균지수가 778포인트 하락한 후, 하원과 상원은 모두 TARP를 통과시켰다. 부시는 나중에 약한 경제로 인해 2008년~2010년 자동차 산업 위기에 직면한 미국 자동차 회사에 TARP 대출을 확대했다. TARP는 금융 위기를 종식시키는 데 도움이 되었지만, 부시가 퇴임한 후에도 계속될 대침체의 발발을 막지는 못했다.

### 사회 문제

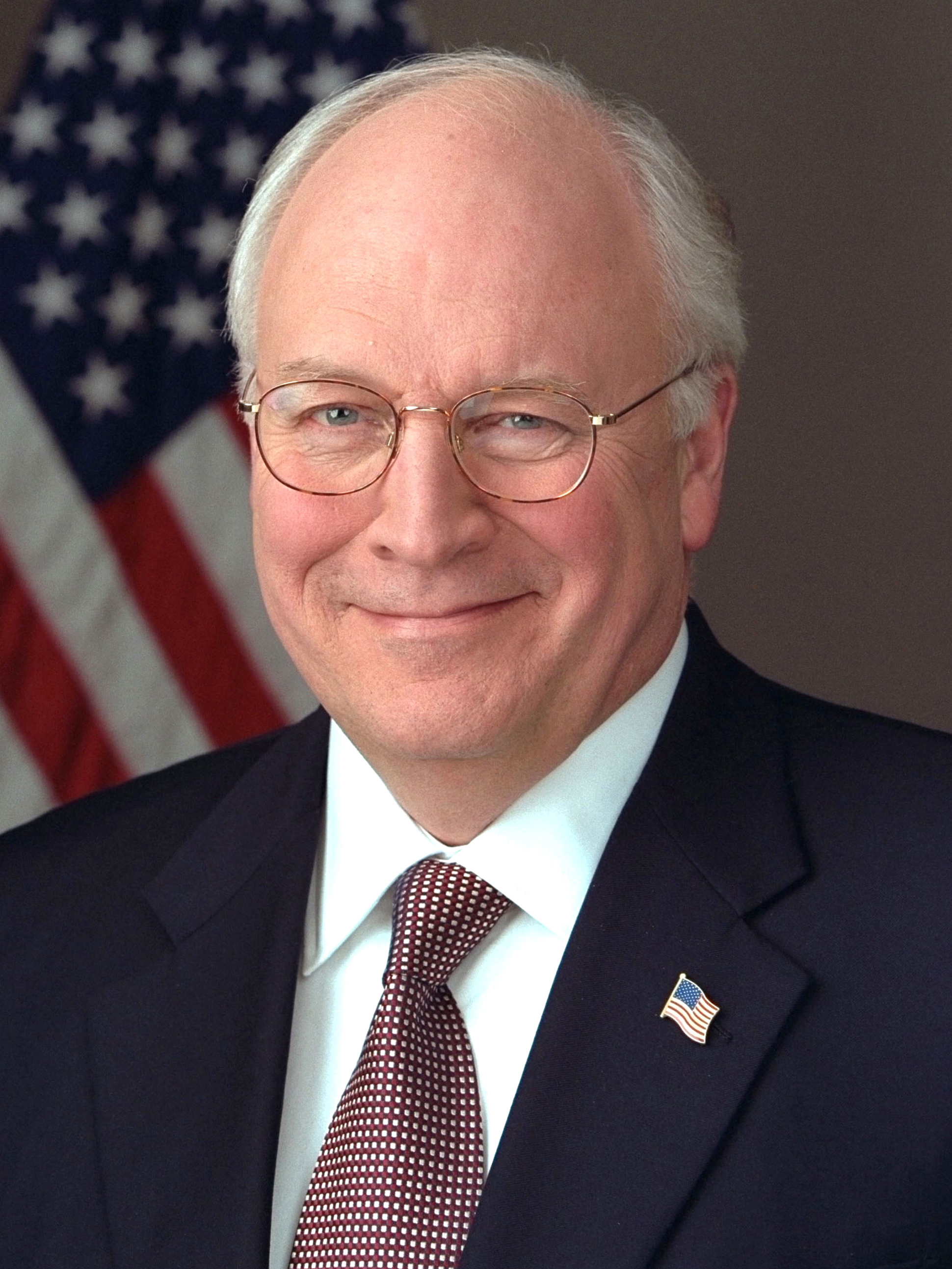
딕 체니 부통령

취임 첫날, 부시 대통령은 멕시코시티 정책을 복원하여 낙태를 얻는 데 여성에게 지원을 제공하는 외국 단체에 대한 연방 지원을 차단했다. 며칠 후, 그는 비평가들의 전통적인 교회와 국가의 분리가 해체될 것이라는 우려에도 불구하고, 신앙 기반 서비스 단체에 더 많은 연방 지원을 제공하겠다는 약속을 발표했다. 이 약속을 더욱 강화하기 위해 그는 신앙 기반 서비스 단체를 돕기 위한 백악관 신앙 기반 및 지역사회 이니셔티브 사무소를 창설했다. 2003년, 부시는 낙태 시술 중 하나인 완전 확장 및 적출술을 금지하는 부분출산 낙태 금지법에 서명했다.
행정부 초기에 부시 대통령은 줄기세포 연구 문제에 개인적인 관심을 갖게 되었다. 클린턴 행정부는 줄기세포를 활용한 연구에 연방 자금 지원을 허용하는 지침을 발표했으며, 부시는 이 문제에 대한 자신의 행정 명령을 발표하기 전에 상황의 윤리를 연구하기로 결정했다. 복음주의 종교 단체들은 이 연구가 인간 배아를 파괴하기 때문에 부도덕하다고 주장한 반면, 다양한 옹호 단체들은 줄기세포 연구가 제공하는 잠재적인 과학적 발전을 강조했다. 2001년 8월, 부시는 새로운 줄기세포주 연구에 대한 연방 자금 지원을 금지하는 행정 명령을 발표했다. 이 명령은 기존 줄기세포주 연구를 계속하도록 허용했다. 2006년 7월, 부시는 배아줄기세포 연구 강화법에 대해 자신의 첫 대통령 거부권을 행사했는데, 이 법은 연방 배아줄기세포 연구 자금 지원을 확대할 것이었다. 비슷한 법안이 2007년 중반 낸시 펠로시 하원 의장의 100시간 계획의 일환으로 하원과 상원 모두에서 통과되었지만, 부시에 의해 거부되었다.
대법원이 2003년 로런스 대 텍사스 사건에서 주 소도미법을 기각한 후, 보수주의자들은 결혼을 남성과 여성 간의 결합으로 정의할 연방 결혼 수정안을 추진하기 시작했다. 부시는 이 제안을 지지하고 2004년과 2006년 선거 캠페인의 일부로 삼았다. 그러나 부시 대통령은 동성 커플을 위한 시민 결합에 대한 관용에서 당과 다른 입장을 취했다.
부시는 안락사에 맹렬히 반대했으며, 궁극적으로 실패했지만 존 애시크로프트 법무장관의 오리건 존엄사법에 대한 소송을 지지했다. 그러나 그가 텍사스주 주지사였을 때, 부시는 의사들이 의학적으로 적절하다고 판단할 경우, 배우자나 부모의 의지에 반하여 말기 환자에게서 생명 유지 장치를 제거할 수 있는 권한을 병원에 부여하는 법에 서명했다. 이러한 정책의 불일치는 2005년에 문제가 되었는데, 부시가 테리 샤이보라는 플로리다주 출신의 혼수 상태 여인의 법정 싸움에 연방 개입을 시작하는 논란의 여지가 있는 법안에 서명했을 때였다. 그녀는 결국 사망했다.

### 환경 정책

내각 회의

2001년 3월, 부시 행정부는 1997년 온실가스 배출량 감축을 요구하는 국제 조약인 교토 의정서를 이행하지 않을 것이라고 발표했다. 행정부는 조약 비준이 미국 성장을 부당하게 제한하는 동시에 개발도상국의 배출량을 충분히 제한하지 못할 것이라고 주장했다. 행정부는 기후변화에 대한 과학적 합의에 의문을 제기했다. 부시는 지구 온난화가 실제이며 심각한 문제라고 밝혔지만, "인간이 만든 것인지 자연적으로 발생한 것인지에 대한 논쟁"이 있다고 주장했다. 부시 행정부의 지구 온난화에 대한 입장은 과학 및 환경 공동체에서 논란의 여지가 있었다. 비평가들은 행정부가 대중에게 잘못된 정보를 제공하고 탄소 배출량을 줄이고 지구 온난화를 억제하기에 충분한 조치를 취하지 않았다고 주장했다.
2009년 1월 6일, 부시 대통령은 세계에서 가장 큰 해양 보호 구역을 지정했다. 태평양 서식지에는 마리아나 해구와 북마리아나 제도의 세 무인도 주변 해역 및 산호초, 미국령 사모아의 로즈 환초, 그리고 적도를 따라 있는 일곱 섬이 포함된다.

### 기타 입법
2002년 7월, 엔론 스캔들과 같은 여러 분식회계 스캔들 이후 부시는 사베인스 옥슬리법에 서명했다. 이 법은 공개 기업에 대한 보고 요건을 확대했다. 두 번째 임기 시작 직후, 부시는 2005년 집단 소송 공평법에 서명했는데, 이는 그의 행정부의 우선순위이자 더 광범위한 불법 행위 개혁 목표의 일부였다. 이 법은 대부분의 집단 소송을 주 법원에서 연방 법원으로 옮기도록 설계되었으며, 연방 법원은 집단 소송의 원고에게 덜 동정적인 것으로 간주되었다.

### 소수자, 시민권 및 적극적 우대 조치
부시는 시민권을 지지하고 흑인, 여성, 동성애자를 고위직에 임명했다. 최고위직인 국무장관은 콜린 파월 (2001–2005)에게 돌아갔는데, 그는 그 수준에서 최초로 흑인이 임명된 인물이었다. 그 뒤를 이어 콘돌리자 라이스 (2005–2009)가 임명되었는데, 그녀는 최초의 흑인 여성이었다. 앨버토 곤잘러스 법무장관 (2005–2007)은 2024년 현재까지 미국 정부 역사상 가장 고위직에 임명된 히스패닉계 인물로 남아 있다. 또한 부시는 공개적으로 동성애자인 최초의 고위 관료를 임명했다. 그러나 그는 할당제에 반대하며, 할당제를 포함하는 적극적 우대 조치는 용납할 수 없다고 경고했다. 그는 주요 시민권 직책에 대해 적극적 우대 조치에 반대하는 것으로 알려진 소수자를 의도적으로 선택했다. 따라서 2001년 부시는 린다 차베스를 노동부 장관으로 내각에 최초의 라티나로 지명했다. 그녀는 10년 전에 불법 이민자를 고용했다는 보고가 나오면서 사퇴해야 했다.

## 외교 문제

부시는 재임 기간 동안 72개국을 49번 해외 순방했다.

### 취임 시
취임 당시 부시는 외교 정책 경험이 거의 없었으며, 그의 결정은 고문들의 지도를 받았다. 부시는 딕 체니와 다른 신보수주의자들의 견해를 수용했는데, 이들은 다자주의의 중요성을 경시했다. 신보수주의자들은 미국이 세계의 유일한 초강대국이므로 필요하다면 일방적으로 행동할 수 있다고 믿었다. 동시에 부시는 2000년 선거 운동에서 약속했던 덜 개입주의적인 외교 정책을 시행하고자 했다. 취임 후 몇 달간은 국내 문제에 집중했지만, 부시 행정부는 교토 의정서, 탄도탄 요격미사일 조약, 국제형사재판소 등 여러 기존 또는 제안된 다자간 협정에서 미국을 철수시켰다.

### 9·11 테러

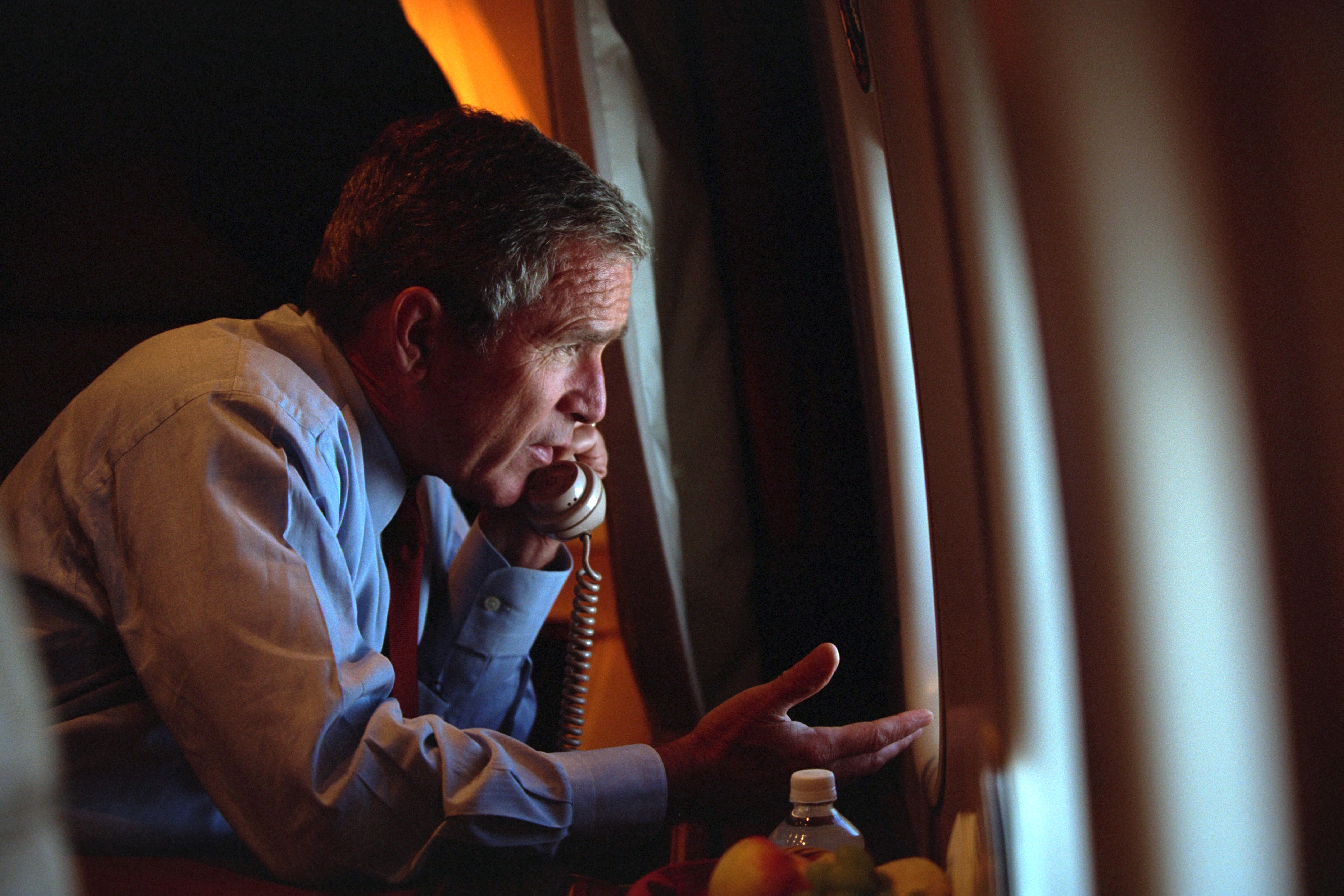
2001년 9월 11일, 에어 포스 원에서 조지 W. 부시 대통령이 딕 체니 부통령과 통화하고 있다.

빌 클린턴 행정부에서 테러리즘은 중요한 국가 안보 문제로 부상했으며, 부시 행정부의 주요 쟁점 중 하나가 되었다. 1980년대 후반, 오사마 빈라덴은 사우디아라비아, 요르단, 이집트, 파키스탄의 서구 지원 정부를 전복하려는 무장 수니파 이슬람주의 다국적 조직인 알카에다를 설립했다. 사우디아라비아가 1991년에 미군 주둔을 결정한 것에 대한 대응으로 알카에다는 1998년 미국 대사관 폭탄 테러 및 2000년 USS 콜 사건과 같은 공격을 감행하며 미국 목표물에 대한 테러 캠페인을 시작했다. 부시 취임 후 첫 몇 달 동안 미국 정보 기관은 알카에다가 미국에 대한 또 다른 공격을 계획하고 있음을 시사하는 통신을 감청했지만, 외교 정책 관료들은 미국에 대한 대규모 공격에 대비하지 못했다. 부시는 알카에다의 활동에 대해 보고를 받았지만, 취임 후 첫 몇 달 동안 다른 외교 정책 문제에 집중했다.
2001년 9월 11일, 알카에다 테러리스트들은 4대의 여객기를 납치하여 그 중 두 대를 뉴욕 시의 세계 무역 센터의 쌍둥이 빌딩에 충돌시켜 110층짜리 두 고층 빌딩을 모두 파괴했다. 세 번째 비행기는 펜타곤에 충돌했으며, 네 번째 비행기는 테러리스트와 승객 간의 싸움 끝에 펜실베이니아주에 추락했다. 이 공격은 많은 미국인들에게 깊은 영향을 미쳤는데, 그들은 냉전 종식 이후 처음으로 국제적인 공격에 취약하다고 느꼈다. 공격 당일 밤 전국 TV에 출연한 부시는 공격을 도운 자들을 처벌하겠다고 약속하며 "우리는 이 행위를 저지른 테러리스트와 그들을 숨겨주는 자들을 구별하지 않을 것"이라고 밝혔다. 며칠 후, 부시는 대중에게 미국 무슬림과 아랍계 미국인에 대한 증오 범죄와 차별을 포기할 것을 촉구했다. 그는 또한 "테러와의 전쟁"을 선포하고, 미래의 테러 공격을 방지하기 위한 새로운 국내외 정책을 시행했다.

### 아프가니스탄 전쟁

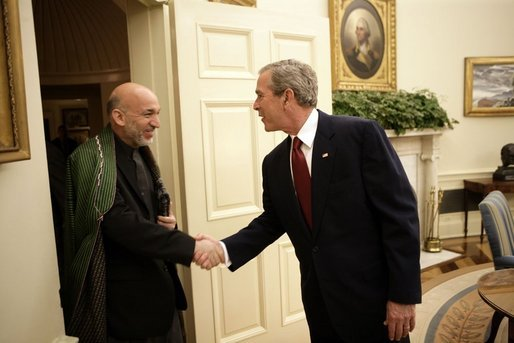
2005년 5월 부시 대통령과 아프가니스탄 대통령 하미드 카르자이가 악수하고 있다.

부시의 최고 외교 정책 고문들은 단순히 알카에다 기지에 대한 공격만으로는 미래의 공격을 막을 수 없다는 데 동의했기 때문에, 행정부는 알카에다 지도자들을 은닉했던 아프가니스탄의 보수적인 탈레반 정부를 전복하기로 결정했다. 파월은 여러 전선에서 공격을 개시할 연합군을 구성하는 데 주도적인 역할을 했다. 부시 행정부는 특히 파키스탄 지도자 페르베즈 무샤라프를 설득하는 데 집중했으며, 무샤라프는 연합군에 합류하기로 동의했다. 9월 14일, 의회는 테러리스트에 대한 무력 사용 승인 결의안을 통과시켜 대통령이 공격의 책임자들에 대해 군사력을 사용할 수 있도록 승인했다. 2001년 10월 7일, 부시는 아프가니스탄 침공을 명령했다.
미국 중부사령부 (CENTCOM) 사령관 토미 프랭크스 장군은 4단계 침공 계획을 수립했다. 첫 단계에서는 미국이 주변 지역에 병력을 증강하고, CIA 및 특수 부대 요원을 투입하여 탈레반에 반대하는 아프가니스탄 저항 단체인 북부동맹과 연계했다. 두 번째 단계는 탈레반 및 알카에다 목표물에 대한 대규모 공습으로 구성되었고, 세 번째 단계는 잔여 탈레반 및 알카에다 병력의 격퇴를 포함했다. 네 번째이자 마지막 단계는 아프가니스탄의 안정화로 구성되었으며, 프랭크스는 3년에서 5년이 걸릴 것으로 예상했다. 아프가니스탄 전쟁은 10월 7일에 여러 공습과 미사일 공격으로 시작되었고, 북부동맹은 10월 19일에 공세를 시작했다. 카불 수도는 11월 13일에 함락되었고, 하미드 카르자이가 아프가니스탄의 새로운 대통령으로 취임했다. 그러나 빈 라덴을 포함한 탈레반 및 알카에다의 고위 지도부는 체포를 피했다. 카르자이는 부시의 대통령 임기 내내 집권했지만, 그의 실효 통제권은 카불 주변 지역에 국한되었고, 다양한 군벌들이 나머지 국가 대부분을 통제했다. 카르자이 정부는 시골 지역을 통제하기 위해 고군분투하는 동안, 탈레반은 이웃 파키스탄에서 재편성되었다. 부시가 퇴임할 때, 그는 탈레반에 대항하여 아프가니스탄을 강화하기 위해 추가 병력을 파견하는 것을 고려했지만, 이 문제를 다음 행정부에 맡기기로 결정했다.

### 부시 독트린
9/11 테러 이후 부시의 지지율은 엄청나게 증가했다. 트루먼 행정부의 부분적인 영감을 받아 부시는 새로 얻은 정치적 자본을 활용하여 미국 외교 정책을 근본적으로 변화시키기로 결정했다. 그는 적대적인 국가가 테러 조직에 대량살상무기 (WMD)를 제공할 가능성에 점점 더 집중했다. 2002년 초 국정연설에서 부시는 부시 독트린으로 알려지게 된 것을 제시했는데, 이는 미국에 적대적인 테러 조직을 은닉하거나 돕는 것으로 알려진 국가에 대해 선제 군사 공격 정책을 시행할 것이라는 내용이었다. 부시는 악의 축이라고 불리는 것을 설명했는데, 이는 이라크, 조선민주주의인민공화국, 이란으로 구성된 세 국가로, 대량살상무기 추구와 테러리스트 지원 가능성으로 인해 세계 평화에 가장 큰 위협을 가한다고 주장했다. 부시는 또한 전 세계적으로 민주주의를 확산시키는 것의 중요성을 강조하기 시작했으며, 2005년에는 "우리 땅의 자유 생존은 다른 땅의 자유 성공에 달려 있다"고 밝혔다. 이러한 새로운 개입주의 정책에 따라 부시 행정부는 해외 원조를 늘리고 국방비를 증가시켰다. 국방비는 2001회계연도 3,040억 달러에서 2008회계연도 6,160억 달러로 증가했다.

### 이라크

#### 전쟁의 서막

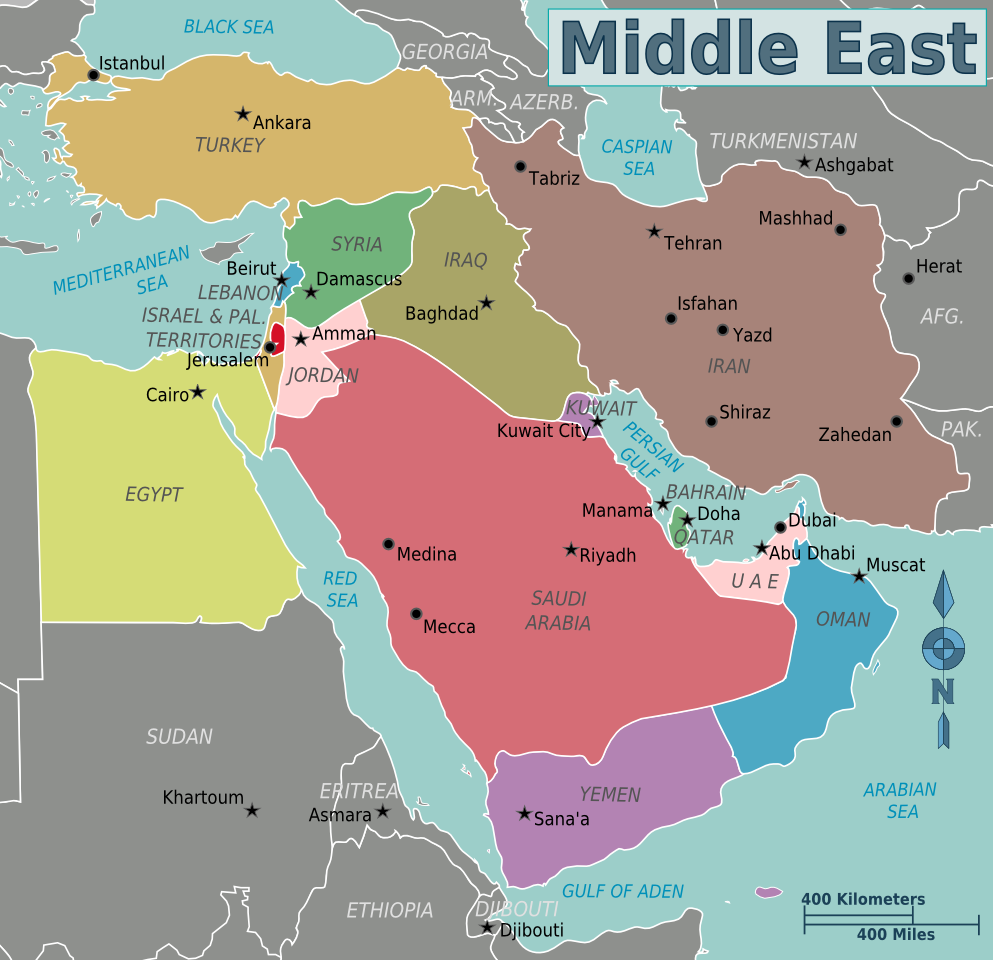
이라크를 포함한 중동 지도

그의 아버지의 대통령 재임 기간 동안, 미국은 걸프 전쟁을 시작했다. 이라크가 쿠웨이트를 침공한 후였다. 비록 미국은 이라크가 쿠웨이트에서 철수하도록 강요했지만, 사담 후세인 정권을 그대로 두었는데, 부분적으로는 이란에 대한 균형추 역할을 하도록 하기 위함이었다. 전쟁 후, 폴 월포위츠와 딕 체니와 같은 영향력 있는 신보수주의자들로 구성된 새로운 미국 세기를 위한 프로젝트는 후세인 정권의 전복을 주장했다. 이라크는 걸프 전쟁 이전에 생물학 및 화학 무기를 개발했다. 전쟁 후, 이라크는 1998년 후세인이 모든 유엔 사찰관들이 이라크를 떠나라고 요구할 때까지 유엔 특별위원회가 실시하는 대량살상무기 사찰에 복종했다. 행정부는 2001년까지 이라크가 대량살상무기를 개발하고 있으며, 잠재적으로 테러리스트 조직에 이 무기를 제공할 수 있다고 믿었다. 행정부 내 일부 사람들은 또한 이라크가 9/11 테러에 일부 책임이 있다고 믿었으며, 후세인 정권의 몰락이 중동에 민주주의를 확산시키고, 테러리스트 모집을 억제하며, 이스라엘의 안보를 증진시키는 데 도움이 되기를 바랐다.
9/11 테러 이후 며칠 동안, 울포위츠와 같은 부시 행정부의 강경파들은 이라크에 대한 즉각적인 군사 행동을 주장했지만, 이 문제는 아프가니스탄 침공 계획을 위해 일시적으로 보류되었다. 2002년 9월부터 부시 행정부는 이라크 침공에 대한 대중과 의회의 지지를 얻기 위한 캠페인을 시작했다. 2002년 10월, 의회는 이라크에 대한 무력 사용을 승인하는 이라크 결의안을 통과시켰다. 의회 공화당원들은 이 조치를 거의 만장일치로 지지했지만, 의회 민주당원들은 지지와 반대가 거의 같은 수로 나뉘었다. 국내외 압력에 굴복하여 부시는 이라크 공격을 시작하기 전에 유엔의 승인을 얻으려 했다. 파월이 이끄는 행정부는 2002년 11월 유엔 안전 보장 이사회 결의 제1441호의 통과를 얻어내어 이라크에 대량살상무기 프로그램을 해체할 것을 요구했다. 한편, 고위 행정부 관료들은 이라크가 실제로 대량살상무기를 소유하고 있으며 알카에다에 이 무기를 제공할 가능성이 있다고 점점 더 확신하게 되었다. CIA 국장 조지 테넷은 부시에게 이라크가 대량살상무기 비축량을 가지고 있다는 것은 "명백한 사실"이라고 확언했다.
유엔 무기 사찰 팀 (한스 블릭스가 이끌었음)과 무함마드 엘바라데이가 이끄는 또 다른 팀이 진행 중인 이라크 대량살상무기 프로그램에 대한 증거를 찾지 못하자, 부시의 이라크 정권 교체 제안은 국제적인 반대에 부딪혔다. 독일, 중국, 프랑스, 러시아는 모두 정권 교체의 필요성에 회의를 표명했으며, 후자 세 나라는 각각 유엔 안전 보장 이사회 거부권을 가지고 있었다. 부시를 지지했지만 더 많은 국제 협력을 바랐던 영국 총리 토니 블레어의 요청에 따라 부시는 파월을 유엔으로 파견하여 이라크가 활동적인 대량살상무기 프로그램을 유지하고 있다는 주장을 안전 보장 이사회에 제기하도록 했다. 파월의 발표는 미국 대중의 전쟁 지지 여론 변화에 앞섰지만, 프랑스, 러시아, 독일을 설득하는 데는 실패했다. 블릭스와 엘바라데이의 조사 결과와는 달리, 부시는 3월 17일 공개 연설에서 이라크 정권이 대량살상무기를 소유하고 있다는 "의심의 여지가 없다"고 주장했다. 이틀 후, 부시는 이라크 자유 작전을 승인했고, 이라크 전쟁은 2003년 3월 20일에 시작되었다.

#### 이라크 침공

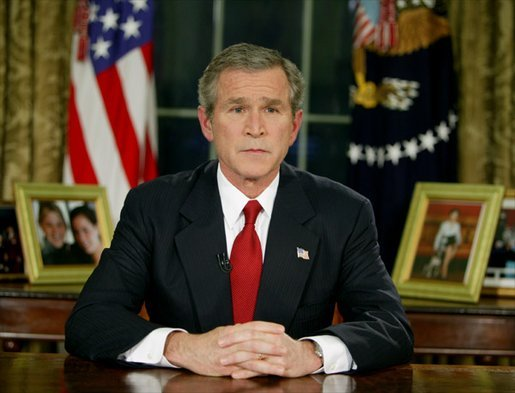
2003년 3월 이라크 자유 작전의 시작을 알리는 부시 대통령.

프랭크스 장군이 이끄는 미국 주도 연합군은 2003년 3월 20일 이라크에 동시 공중 및 지상 공격을 감행했는데, 미국 언론은 이를 "충격과 공포"라고 불렀다. 145,000명의 병력을 가진 지상군은 대부분의 이라크 저항을 빠르게 극복했으며, 수천 명의 이라크 병사들이 탈영했다. 미국은 4월 9일 이라크 수도 바그다드를 점령했지만, 후세인은 탈출하여 숨었다. 미국과 그 동맹국들은 빠르게 군사적 성공을 거두었지만, 침공은 많은 국가들로부터 강력히 비판받았다. 코피 아난 유엔 사무총장은 침공이 국제법과 유엔 헌장을 위반했다고 주장했다.
2003년 5월 1일, 부시는 "임무 완수 연설"을 통해 이라크에서의 "주요 전투 작전"의 종료를 선언했다. 진행 중인 대량살상무기 프로그램에 대한 증거를 찾지 못했음에도 불구하고 또는 후세인과 알카에다 간의 작전 관계가 없었음에도 불구하고, 부시는 후세인 전복이 "알카에다의 동맹국을 제거했으며" 이라크가 테러 조직에 대량살상무기를 공급할 위협을 종식시켰다고 선언했다. 침공 성공 후 최소한의 잔류 미군 병력만이 필요할 것이라고 믿은 부시와 프랭크스는 2003년 8월까지 이라크 주둔 미군 병력을 30,000명으로 감축할 계획을 세웠다. 한편, 이라크인들은 자국의 수도를 약탈하기 시작했고, 이는 미국이 이라크에서 평화를 유지하는 데 직면할 많은 도전 과제 중 첫 번째가 되었다.
부시는 폴 브레머를 연합 임시 당국 (CPA)의 수장으로 임명했는데, 이 기관은 이라크의 자치 정부로의 전환을 감독하는 임무를 맡았다. 브레머는 첫 번째 주요 명령에서 바트당원에게 정부 및 군사 직책을 부여하지 않는 탈바트화 정책을 발표했다. 이 정책은 이라크의 많은 수니파 무슬림들을 분노하게 했는데, 그들 중 다수는 단지 경력상의 이유로 바트당에 가입했기 때문이었다. 브레머의 두 번째 주요 명령은 이라크군과 경찰 서비스를 해산하여 60만 명이 넘는 이라크 군인과 정부 직원을 실직 상태로 만들었다. 브레머는 또한 이라크인들이 이끄는 전환 정부를 수립하려던 이전 계획을 뒤집고, 이라크가 선거를 치를 때까지 CPA가 이라크를 통제해야 한다고 주장했다. 이러한 결정들은 계속되는 미군 주둔에 반대하는 이라크 반군의 시작에 기여했다. 이라크의 안보 상황이 더욱 악화될 것을 우려한 존 아비자이드 장군은 병력 감축 계획을 중단하도록 명령하여 13만 명이 넘는 미군 병력을 이라크에 남겨두었다. 미국은 2003년 12월 13일에 후세인을 생포했지만, 점령군은 계속해서 사상자를 냈다. 침공 시작부터 2003년 말까지 580명의 미군 병사가 사망했으며, 이 중 3분의 2는 부시의 "임무 완수" 연설 이후에 발생했다.

#### 계속되는 점령
| 연도 | 이라크  | 아프가니스탄 |
| ---- | ------- | ------------ |
| 2001 | 0       | 0            |
| 2002 | 0       | 4,067        |
| 2003 | 0       | 9,600        |
| 2004 | 108,900 | 13,600       |
| 2005 | 159,000 | 17,200       |
| 2006 | 137,000 | 19,700       |
| 2007 | 137,000 | 26,000       |
| 2008 | 154,000 | 27,500       |
| 2009 | 139,500 | 34,400       |

2003년 이후, 점점 더 많은 이라크인들이 미국을 점령군으로 보기 시작했다. 제1차 팔루자 전투의 격렬한 전투는 이라크의 많은 사람들을 소외시켰고, 성직자 무크타다 알사드르는 시아파 무슬림들이 CPA에 반대하도록 장려했다. 수니파와 시아파 반군들은 미국에 대한 유격전을 벌여 미군의 기술적, 조직적 우위를 무력화시켰다. 이라크에서의 전투가 계속되는 동안, 미국인들은 부시의 이라크 전쟁 처리에 점점 더 불만을 표명했으며, 이는 부시의 지지율 하락에 기여했다.
브레머는 2004년 6월 이라크를 떠났고, 아야드 알라위가 이끄는 이라크 임시 정부에 권력을 이양했다. 2005년 1월, 이라크 국민들은 이라크 국회의 대표를 선출했고, 시아파 통합 이라크 연합은 이브라힘 알자파리가 이끄는 연합 정부를 구성했다. 2005년 10월, 이라크인들은 이라크를 수니파 아랍인, 시아파 아랍인, 쿠르드인 공동체로 나누는 분산형 정부 구조를 만드는 새로운 헌법을 비준했다. 2005년 12월 선거 이후, 자파리는 또 다른 시아파인 누리 알말리키에게 총리직을 승계했다. 선거는 반군을 진압하는 데 실패했으며, 2005년과 2006년 동안 이라크에 주둔한 수백 명의 미군 병사들이 사망했다. 2006년 알 아스카리 모스크 폭탄 테러 이후 수니파와 시아파 간의 종파 폭력도 심화되었다. 2006년 12월 보고서에서 초당적인 이라크 연구 그룹은 이라크 상황을 "심각하고 악화되고 있다"고 설명했으며, 보고서는 미국이 이라크에서 병력을 점진적으로 철수할 것을 요구했다.
2006년 폭력이 심화되자 럼즈펠드와 존 아비자이드 및 조지 케이시, 이라크 연합군 사령관과 같은 군 지도자들은 이라크 병력 감축을 요구했지만, 행정부 내 많은 사람들은 미국이 병력을 유지해야 한다고 주장했다. 이라크에 민주 정부를 수립하려는 의지를 굳힌 부시 행정부는 감축을 거부하고 2006년 선거 이후 전략 및 지도력 변경을 계획하기 시작했다. 선거 후 부시는 럼즈펠드를 게이츠로 교체했고, 데이비드 퍼트라이어스가 케이시를, 윌리엄 J. 팔론이 아비자이드를 대신했다. 부시와 그의 국가안보회의는 안정적인 민주주의를 수립할 희망으로 이라크에서 "두 배로 노력"하여 미군 병력을 늘리는 계획을 세웠다. 알말리키가 미군 병력 증강에 대한 지지를 표명한 후, 부시는 2007년 1월 미국이 병력 "증강"의 일환으로 이라크에 추가로 20,000명의 병력을 파견할 것이라고 발표했다. 매케인 상원의원과 몇몇 다른 매파들은 부시의 새로운 전략을 지지했지만, 양당의 많은 다른 의원들은 그것에 대해 의구심을 표명하거나 outrightly 반대했다.

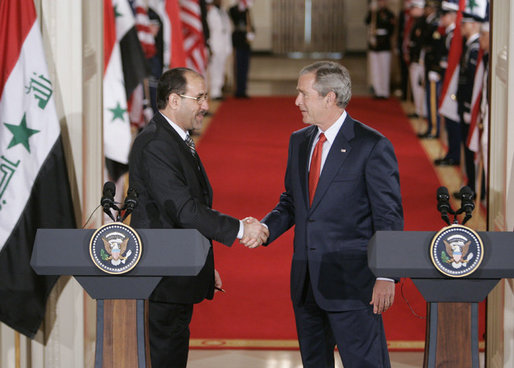
2006년 7월 부시 대통령과 이라크 총리 누리 알말리키가 악수하고 있다.

2007년 4월, 이제 민주당이 장악한 의회는 2008년 4월까지 모든 미군 병력의 완전 철수를 요구하는 법안을 통과시켰지만, 부시는 이 법안을 거부했다. 거부권을 재의결할 표가 없었기 때문에 의회는 전쟁 자금을 계속 지원하는 법안을 통과시켰지만, 여기에는 연방 최저임금을 인상하는 2007년 공정 최저 임금법도 포함되었다. 2007년 5월 이후 미군과 이라크 사상자는 지속적으로 감소했으며, 부시는 2007년 9월에 병력 증강이 성공적이었다고 선언했다. 그는 이어서 병력 감축을 명령했으며, 이라크 주둔 미군 병력은 2007년 9월 168,000명에서 부시가 퇴임할 때 145,000명으로 감소했다. 병력 증강 후 사상자 감소는 안바르 각성과 무크타다 알사드르가 추종자들에게 이라크 정부와 협력하도록 명령한 것을 포함한 여러 다른 긍정적인 경향과 일치했다. 2008년, 알말리키의 주장으로 부시는 미국-이라크 주둔군 협정에 서명했는데, 이는 2011년 말까지 미군 병력을 완전히 철수시키겠다는 약속이었다. 미국은 2011년 12월 이라크에서 병력을 철수했지만, 나중에 이라크 내전에서 정부군을 지원하기 위해 병력을 재배치했다.

### 관타나모만 수용소 및 적군 전투원

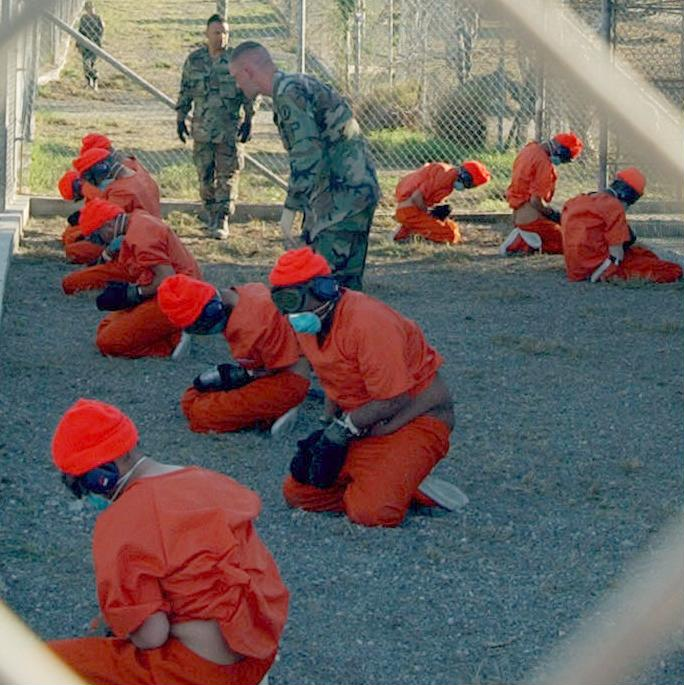
2002년 1월 엑스레이 캠프에 도착한 수감자들

아프가니스탄 침공 중 및 침공 후, 미국은 수많은 알카에다 및 탈레반 대원들을 생포했다. 부시는 이 포로들을 국내 또는 국제 법정에 세우는 대신, 새로운 군사재판 시스템을 구축하여 재판하기로 결정했다. 미국 헌법의 제한을 피하기 위해 부시는 이 포로들을 여러 나라의 비밀 CIA 감옥과 관타나모만 수용소에 수용했다. 관타나모만 수용소는 미국이 기술적으로 쿠바로부터 임대한 영토에 있기 때문에, 수용소 내의 개인들은 미국 영토에서 누릴 수 있는 것과 동일한 헌법적 보호를 받지 못한다. 부시는 또한 이들 "적군 전투원"은 주권 국가와 관련이 없으므로 제네바 협약의 모든 보호를 받을 자격이 없다고 결정했다. 포로들로부터 정보를 얻을 희망으로 부시는 워터보딩과 같은 "강화된 심문 기술"의 사용을 허용했다. 이라크의 미군 교도소인 아부그라이브에서의 포로 학대 사진이 공개된 후, 포로들의 처우는 광범위한 분노를 불러일으켰다.
2005년, 의회는 구금자 처우법을 통과시켰는데, 이는 고문을 금지한다고 주장했지만, 부시는 서명 성명에서 자신의 행정 권한이 법안에 의해 설정된 제한을 면제할 권한을 부여한다고 주장했다. 부시의 정책은 2006년 함단 대 럼즈펠드 사건에서 대법원으로부터 큰 비판을 받았는데, 법원은 의회 승인 없는 부시의 군사위원회 사용을 거부하고 모든 구금자가 제네바 협약의 보호를 받는다고 판결했다. 이 판결에 따라 의회는 2006년 군사위원회법을 통과시켰는데, 이는 사실상 함단 판결을 뒤집는 것이었다. 대법원은 2008년 부메디안 대 부시 사건에서 해당 법의 일부를 뒤집었지만, 관타나모만 수용소는 부시 대통령 임기 말까지 계속 운영되었다.

### 이스라엘

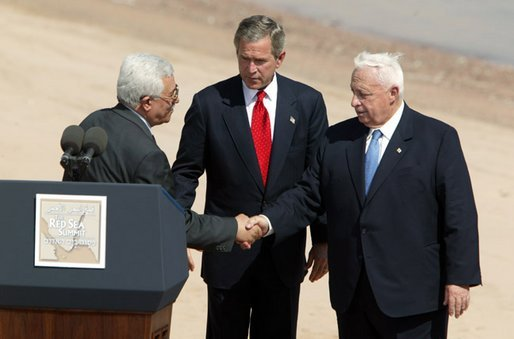
2003년 6월 팔레스타인 자치 정부 대통령 마흐무드 압바스, 부시 대통령, 이스라엘 총리 아리엘 샤론

20세기 중반부터 계속되어 온 이스라엘-팔레스타인 분쟁은 부시 재임 기간에도 계속되었다. 빌 클린턴 대통령의 2000년 캠프 데이비드 회담이 합의 없이 끝난 후, 2000년 9월 제2차 인티파다가 시작되었다. 이전 행정부들이 이스라엘과 팔레스타인 사이에서 중립적인 권위자로 행동하려고 노력했지만, 부시 행정부는 폭력의 책임을 팔레스타인인들에게 전가하여 사우디아라비아와 같은 아랍 국가들을 분노하게 했다. 그러나 부시의 두 국가 해법 지지는 사우디와의 잠재적인 외교적 분열을 해소하는 데 도움이 되었다. 이스라엘과 팔레스타인 간의 평화를 구축할 희망으로 부시 행정부는 중동 평화 로드맵을 제안했지만, 그의 계획은 실행되지 않았고 2006년 팔레스타인 선거에서 하마스의 승리 이후 긴장이 고조되었다.

### 자유 무역 협정

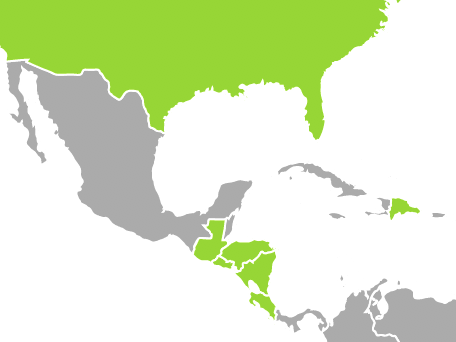
CAFTA-DR은 미국과 라틴아메리카의 여러 국가 간에 자유 무역 지역을 설정했다.

보호주의가 경제 성장을 저해한다고 믿은 부시는 여러 국가와 자유 무역 협정을 체결했다. 부시가 취임했을 때 미국은 이스라엘, 캐나다, 멕시코 단 세 국가와 자유 무역 협정을 맺고 있었다. 부시는 2003년에 칠레-미국 자유 무역 협정과 싱가포르-미국 자유 무역 협정에 서명했으며, 이듬해에는 모로코-미국 자유 무역 협정과 호주-미국 자유 무역 협정을 체결했다. 그는 또한 바레인-미국 자유 무역 협정, 오만-미국 자유 무역 협정, 페루-미국 무역 진흥 협정, 그리고 도미니카 공화국-중앙아메리카 자유 무역 협정을 체결했다. 또한 부시는 대한민국, 콜롬비아, 파나마와도 자유 무역 협정을 체결했지만, 이 국가들과의 협정은 2011년까지 비준되지 않았다.

### NATO와 군비 통제 조약
2002년 미국은 미국-러시아 탄도탄 요격미사일 조약에서 탈퇴했다. 이는 제2차 세계 대전 이후 미국이 주요 국제 군비 조약에서 탈퇴한 첫 사례이다. 중국은 미국의 탈퇴에 불쾌감을 표명했다. 당시 새로 선출된 러시아 대통령 블라디미르 푸틴은 미국의 ABM 조약 탈퇴가 실수였다고 밝혔고, 이어서 2018년 3월 1일 연방 의회 대통령 연설에서 부시의 탈퇴에 대한 대응으로 일련의 기술적으로 새로운 미사일 시스템 개발을 발표했다. 올리버 스톤의 2017년 푸틴 인터뷰에서 푸틴은 미국이 조약 탈퇴를 러시아가 받아들이도록 설득하는 과정에서 클린턴과 부시 모두 이란으로부터 새로운 핵 위협이 나타나고 있다고 자신을 설득하려 했다고 말했다.
2007년 7월 14일, 러시아는 150일 후부터 유럽 재래식 무기 감축 조약 의무 이행을 중단할 것이라고 발표했다. 이 실패는 푸틴의 복고주의의 시작을 알리는 것으로 볼 수 있다.

### 러시아
부시는 러시아 대통령 블라디미르 푸틴과의 개인적인 관계 개선을 강조하여 미국과 러시아 간의 조화로운 관계를 보장하고자 했다. 2001년 6월 푸틴과 회담한 후, 두 대통령은 전직 냉전 적대국 간의 협력에 대해 낙관적인 견해를 표명했다. 9/11 테러 이후, 푸틴은 미국이 러시아 영공을 사용하는 것을 허용했고, 푸틴은 중앙아시아 국가들이 미국에 기지 사용권을 부여하도록 장려했다. 2002년 5월, 미국과 러시아는 전략 공격 무기 감축 조약에 서명했는데, 이는 양국의 핵 비축량을 극적으로 줄이는 것을 목표로 했다. 부시의 두 번째 임기 동안 부시와 푸틴의 관계는 식었는데, 부시가 러시아에서 푸틴의 정치적 반대자 탄압에 대해 점점 더 비판적이 되었기 때문이며, 2008년 러시아-조지아 전쟁 발발 이후에는 최저 수준으로 떨어졌다.

### 이란
2002년 국정연설에서 부시는 이란을 이라크, 조선민주주의인민공화국과 함께 "악의 축"으로 묶어 테러 조직을 돕는다고 비난했다. 2006년 이란은 세 개의 핵 시설을 재개하여 잠재적으로 핵폭탄을 만들 수 있는 과정을 시작할 수 있게 되었다. 이란 핵 프로그램 재개 후, 미군과 외교 정책 공동체 내 많은 사람들은 부시가 이란에 대한 정권 교체를 시도할 수 있다고 추측했다. 2006년 12월, 유엔 안전 보장 이사회는 결의 1737호를 만장일치로 통과시켜 이란의 핵 프로그램을 억제하기 위한 제재를 부과했다.

### 북한
조선민주주의인민공화국은 부시 취임 전부터 대량살상무기를 개발해왔으며, 클린턴 행정부는 경제 지원과 북한 대량살상무기 프로그램 중단을 교환하려고 했다. 콜린 파월 국무장관은 화해 지속을 촉구했지만, 딕 체니 부통령을 포함한 다른 행정부 관료들은 북한의 선의에 대해 더 회의적이었다. 부시는 대신 북한 정권이 결국 붕괴하기를 희망하며 북한을 고립시키려 했다.
조선민주주의인민공화국은 2006년 7월 5일 미사일 시험을 발사하여 유엔 안전 보장 이사회 결의 제1695호를 이끌어냈다. 북한은 10월 3일 "미국의 극단적인 핵전쟁 위협과 제재 및 압박이 조선민주주의인민공화국이 핵 실험을 실시하도록 강요한다"고 밝혔으며, 부시 행정부는 이를 부인하고 비난했다. 며칠 후, 북한은 핵무기 시험 약속을 지켰다. 10월 14일, 안전 보장 이사회는 유엔 안전 보장 이사회 결의 제1718호를 만장일치로 통과시켜 핵 실험에 대해 북한을 제재했다. 임기 말에 부시는 북한과의 협상을 재개하려고 시도했지만, 북한은 핵 프로그램을 계속 개발했다.

## 논란

### CIA 정보원 신분 누설 스캔들
2005년 7월, 부시와 딕 체니 부통령의 각각 정치 고문인 칼 로브와 루이스 "스쿠터" 리비는 CIA 정보원 신분 누설 스캔들에서 중앙정보국 (CIA) 비밀 요원 밸러리 플레임의 신원을 기자들에게 폭로한 혐의로 비난을 받았다. 플레임의 남편인 조지프 C. 윌슨은 후세인이 아프리카에서 우라늄을 얻으려 했다는 부시의 주장에 이의를 제기했으며, 특별 검사는 행정부 관리들이 윌슨에 대한 보복으로 플레임의 신원을 누설했는지 여부를 판단하는 임무를 맡았다. 리비는 10월 28일, 이 사건에서 여러 건의 위증, 허위 진술, 사법 방해 혐의로 대배심에 의해 기소된 지 몇 시간 만에 사임했다. 2007년 3월, 리비는 4개 혐의로 유죄 판결을 받았고, 체니는 부시에게 리비를 사면하도록 압력을 가했다. 부시는 리비를 사면하거나 감옥에 보내는 대신 리비의 형을 감형했으며, 이는 "전장의 군인을 버려두었다"고 부시를 비난한 체니와의 분열을 야기했다.

### 미국 검사 해고

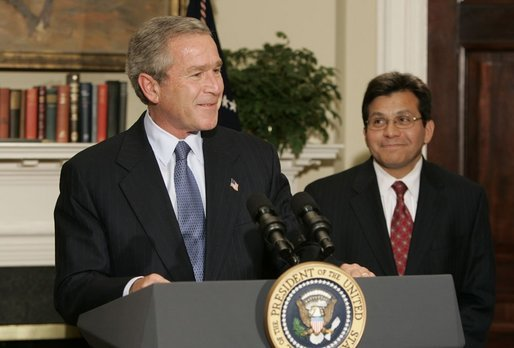
부시 대통령이 앨버토 곤잘러스를 다음 미국 법무장관으로 지명한다고 발표하는 2004년 11월 10일.

2006년 12월, 부시는 8명의 미국 검사를 해고했다. 이 검사들은 대통령의 뜻에 따라 봉사하지만, 대규모 중간 임기 해고는 전례가 없는 일이었고, 부시는 순전히 정치적인 이유로 검사들을 해고했다는 비난에 직면했다. 2006년 선거 동안, 여러 공화당 관리들은 미국 검사들이 유권자 사기를 충분히 조사하지 않았다고 불평했다. 해리엇 마이어스와 칼 로브의 격려를 받아 앨버토 곤잘러스 법무장관은 행정부 정책에 충분히 지지하지 않는다고 여겨지는 8명의 미국 검사들을 해고했다. 곤잘레스는 검사들이 성과상의 이유로 해고되었다고 주장했지만, 공개된 문서는 검사들이 정치적인 이유로 해고되었음을 보여주었다. 해고와 그에 따른 의회 조사의 결과로 로브와 곤잘레스는 모두 사임했다. 2008년 법무부 감사관 보고서는 해고가 정치적 동기를 가지고 있었다고 밝혔지만, 해고와 관련하여 기소된 사람은 아무도 없었다.

## 지지율

찬성
반대
불확실
갤럽/USA 투데이의 2001년 2월부터 2009년 1월까지의 부시 여론조사.

부시 재임 기간 동안 그의 지지율은 극심한 변동을 겪었다. 9·11 테러 이후 부시는 1937년 조사가 시작된 이래 최고치인 90%의 지지율을 달성했다. 그러나 그의 지지율은 수년에 걸쳐 급격히 하락하여 2008년 금융 위기의 여파 속에서 갤럽 여론조사에서 25%의 최저치를 기록했으며, 이는 현대 시대의 어떤 대통령에게도 세 번째로 낮은 지지율이었다.
부시는 50%에 가까운 지지율로 대통령 임기를 시작했다. 9·11 테러 이후 국가적 위기 시기에 여론조사에서는 85% 이상의 지지율을 보였고, 2001년 10월 한 여론조사에서는 92%로 정점을 찍었으며, 테러 이후 약 4개월 동안 꾸준히 80~90%의 지지율을 유지했다. 이후 경제 침체와 행정부가 시작한 이라크 전쟁이 계속되면서 그의 지지율은 꾸준히 하락했다. 2006년 초에는 평균 지지율이 40% 미만으로 떨어졌고, 2008년 7월에는 한 여론조사에서 거의 최저 수준인 22%를 기록했다. 퇴임 시 마지막 여론조사에서는 그의 지지율이 19%로 기록되었는데, 이는 미국 대통령 중 사상 최저치였다.

## 부시 재임 중 선거
|         |           | 상원 지도자 | 상원 지도자 | 하원 지도자 | 하원 지도자 |
| 의회    | 연도      | 다수당      | 소수당      | 의장        | 소수당      |
| ------- | --------- | ----------- | ----------- | ----------- | ----------- |
| 제107대 | 2001      | 로트        | 대슐        | 해스터트    | 게파트      |
| 제107대 | 2001–2002 | 대슐        | 로트        | 해스터트    | 게파트      |
| 제108대 | 2003–2004 | 프리스트    | 대슐        | 해스터트    | 펠로시      |
| 제109대 | 2005–2006 | 프리스트    | 리드        | 해스터트    | 펠로시      |
| 제110대 | 2007–2008 | 리드        | 매코널      | 펠로시      | 베이너      |
| 제111대 | 2009      | 리드        | 매코널      | 펠로시      | 베이너      |

| 의회    | 상원 | 하원 |
| ------- | ---- | ---- |
| 제107대 | 50   | 221  |
| 제108대 | 51   | 229  |
| 제109대 | 55   | 231  |
| 제110대 | 49   | 202  |
| 제111대 | 41   | 178  |

### 2002년 중간 선거
2002년 중간 선거에서 부시는 1930년대 이후 처음으로 자신의 당이 상하 양원에서 의석을 늘리는 것을 본 대통령이 되었다. 공화당은 상원 선거에서 2석을 추가하여 의회 통제권을 되찾았다. 부시는 자신의 당을 지지하기 위해 여러 장소에서 연설을 했고, 사담 후세인 행정부를 제거하려는 자신의 열망을 내세워 선거 운동을 벌였다. 부시는 선거 결과를 자신의 국내외 정책에 대한 정당화로 보았다.

### 2004년 재선 캠페인

부시 대통령은 2004년 대통령 선거에서 민주당의 존 케리를 물리쳤다.

부시와 그의 선거 운동팀은 부시를 "강력한 전시장 지도자"라는 개념으로 삼았지만, 이는 점점 인기가 떨어지는 이라크 전쟁으로 인해 약화되었다. 세금 감면과 몇 가지 다른 문제에 대한 그의 보수적인 정책은 많은 우파의 지지를 얻었지만, 부시는 아동 낙오 방지법, 사베인스 옥슬리법, 메디케어 파트 D를 포함한 일부 중도적인 성과도 주장할 수 있었다. 부시의 재선 기회를 해칠 수 있다고 우려한 체니는 러닝메이트에서 물러나겠다고 제안했지만, 부시는 이 제안을 거부했고, 두 사람은 2004년 공화당 전당대회에서 반대 없이 다시 지명되었다. 매튜 다우드 여론조사 전문가의 조언에 따라, 부동표 유권자 수가 꾸준히 감소하고 있음을 감지한 2004년 부시 캠페인은 중도층 설득보다는 보수 유권자 유세에 중점을 두었다.
2004년 민주당 경선에서 매사추세츠주 상원의원 존 케리는 여러 다른 후보들을 물리치고 3월 2일에 사실상 후보 지명을 확정지었다. 베트남 전쟁 참전 용사였던 케리는 이라크 전쟁을 승인하는 데 찬성표를 던졌지만 나중에 반대하게 되었다. 부시 캠페인은 아프가니스탄과 이라크 전쟁 자금 지원 법안에 대한 그의 투표 때문에 케리를 "변덕쟁이"로 규정하려 했다. 케리는 공화당 상원의원 존 매케인을 자신의 러닝메이트로 설득하려 했지만, 매케인이 제안을 거부하자 노스캐롤라이나주 상원의원 존 에드워즈를 선택했다. 선거에서는 투표율이 크게 증가했다. 2000년에는 1억 5백만 명이 투표했지만, 2004년에는 1억 2천 3백만 명이 투표했다. 부시는 득표율 50.7%를 얻어 1988년 그의 아버지 이후 처음으로 과반수 득표를 얻은 인물이 되었고, 케리는 득표율 48.3%를 얻었다. 부시는 286명의 선거인단 투표를 얻어 아이오와주, 뉴멕시코주, 그리고 뉴햄프셔주를 제외한 2000년에 승리했던 모든 주에서 승리했다.

### 2006년 중간 선거
이라크 전쟁과 부시 대통령의 인기 하락으로 인해 피해를 입은 공화당은 2006년 선거에서 상하 양원의 통제권을 잃었다. 공화당은 또한 잭 에이브러모프 인디언 로비 스캔들과 마크 폴리 스캔들을 포함한 다양한 스캔들로 인해 타격을 입었다. 선거는 부시의 인기 하락을 확인시켜주었으며, 그가 직접 선거 운동을 벌였던 많은 후보들이 패배했다. 선거 후 부시는 럼즈펠드의 사임을 발표하고 새로운 민주당 다수당과 협력하겠다고 약속했다.

### 2008년 선거 및 전환기

민주당의 버락 오바마는 2008년 대통령 선거에서 공화당의 존 매케인을 물리쳤다.

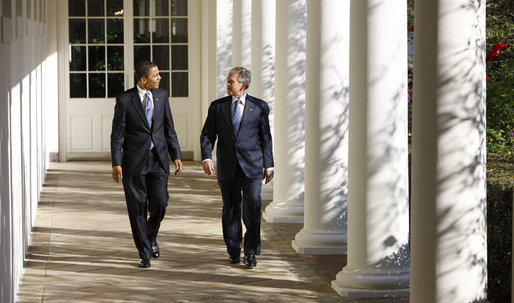
퇴임하는 조지 W. 부시 대통령과 당선인 버락 오바마가 2008년 11월 10일 함께 걷고 있다.

2008년 선거는 11월 4일에 치러졌다. 부시는 수정 헌법 제22조에 따라 2008년에 임기 제한을 받았다. 존 매케인 상원의원은 2008년 공화당 대통령 경선에서 승리했고, 일리노이주 민주당 상원의원 버락 오바마는 뉴욕주 상원의원 힐러리 클린턴을 물리치고 2008년 민주당 대통령 경선에서 승리했다. 오바마의 민주당 대통령 경선 승리는 이라크 전쟁에 대한 그의 강력한 반대 덕분이었는데, 클린턴은 2002년 이라크 전쟁을 승인하는 데 찬성표를 던졌기 때문이었다. 매케인은 인기가 없는 부시 정책으로부터 거리를 두려 했고, 부시는 2008년 공화당 전당대회에 위성으로만 출연했는데, 이는 린든 B. 존슨 이후 1968년 자신의 당 전당대회에 출연하지 않은 첫 현직 대통령이 되었다.
매케인은 공화당 전당대회 이후 실시된 여론조사에서 잠시 선두를 차지했지만, 오바마는 빠르게 여론조사에서 선두로 재부상했다. 매케인의 선거 운동은 부시 행정부와 이라크 전쟁의 인기 하락으로 큰 타격을 입었으며, 2008년 9월 본격적인 금융위기 발발에 대한 매케인의 대응은 변덕스럽다는 평가를 받았다. 오바마는 365명의 선거인단 투표와 52.9%의 일반 투표를 얻었다. 이 선거는 1994년 선거 이후 처음으로 민주당이 입법부와 행정부를 통합적으로 장악하게 되었다. 선거 후 부시는 오바마를 축하하고 백악관으로 초대했다. 부시 행정부의 도움으로 버락 오바마의 대통령직 인수는 특히 다른 당 대통령 간의 인수로서는 성공적인 것으로 널리 평가되었다. 2009년 1월 20일 그의 취임식에서 오바마는 부시에게 대통령으로서의 봉사와 오바마의 인수에 대한 지지에 대해 감사했다.

## 평가 및 유산

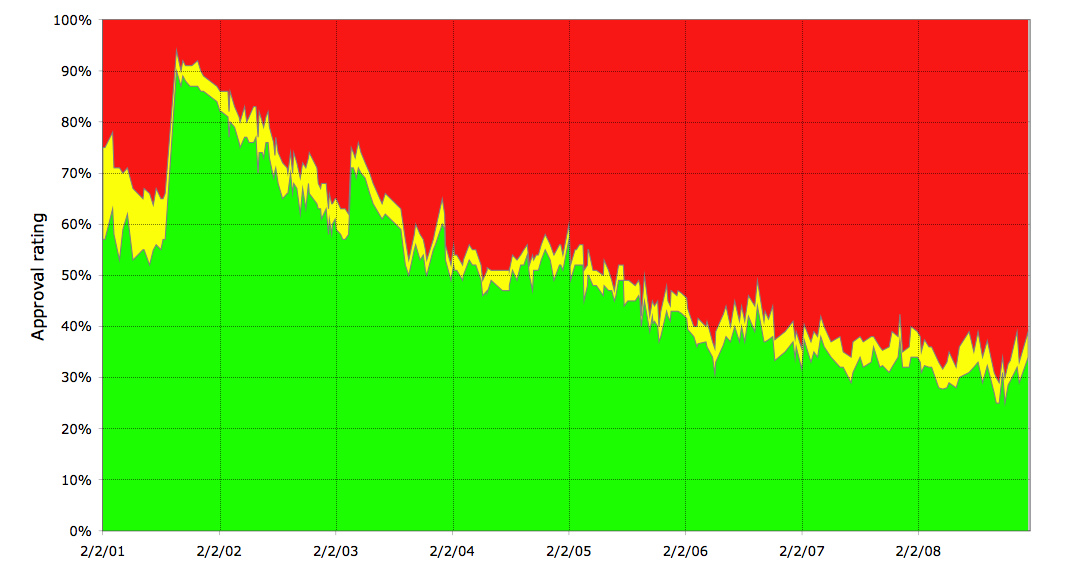
갤럽 여론조사에서 부시의 지지율 그래프

2009년 C-SPAN 역사학자 설문조사에서 부시는 42명의 전직 대통령 중 36위로 평가되었다. 2017년 C-SPAN 역사학자 여론조사에서는 부시가 33번째로 위대한 대통령으로 평가되었다. 2018년 미국정치학회 대통령 및 행정 정치 부문 여론조사에서는 부시가 30번째로 위대한 대통령으로 평가되었다. 역사학자 멜빈 레플러는 부시 행정부의 외교 정책 성과가 "행정부가 가장 중요한 목표 중 많은 것을 달성하지 못했기 때문에 그 중요성이 상쇄되었다"고 썼다.
부시의 대통령 재임 기간 평가를 요약하며 게리 L. 그레그 2세는 다음과 같이 썼다.
부시의 대통령 재임 기간은 미국의 정치, 경제, 그리고 세계에서의 위상을 변화시켰지만, 텍사스 주지사가 미국 최고직에 출마를 선언했을 때 예측할 수 있었던 방식은 아니었다. 대통령으로서 부시는 논란의 대상이 되었다. 그의 논란 많은 선거와 정책, 특히 이라크 전쟁은 미국 국민을 깊이 분열시켰다. 아마도 대통령으로서 그의 가장 위대한 순간은 9/11 테러의 비극에 대한 그의 첫 진심 어린 반응이었을 것이다. 그러나 곧 그의 행정부는 아프가니스탄과 이라크 전쟁으로 인해 가려지게 되었다. 부시 대통령의 미국 역사에서의 위치는 앞으로도 오랫동안 논의되고 재고될 것이다.
앤드루 루달레비지는 부시 행정부의 가장 중요한 14가지 업적 목록을 작성했다.
- 세금 코드의 주요 개정, 취임 후 첫 6년 동안 추가 감세
- 주요 교육 정책 변경 및 주요 연방 교육법 재승인
- 의약품 보장 추가를 통한 메디케어 확장
- 연방 대법관 2명과 하급 연방 법원 판사 350명 임명
- 부분 출산 낙태 금지 추진
- 특히 아프리카를 위한 각종 질병 및 말라리아 퇴치 프로그램
- 자유 무역 협정을 맺은 국가 수 4배 증가
- 금융 시스템의 거의 붕괴 후 대규모 은행 시스템 구제
- 국토안보부 창설
- 연방 관료에 대한 백악관 통제
- 연방 법 집행 권한을 확대하는 미국 애국자법
- 테러 용의자 감시에 대한 대통령 재량권 강화
- 군사위원회법, 관타나모만 수용소에 대한 특별 적용
- 적대적인 두 정권 전복 – 아프가니스탄의 탈레반과 이라크의 사담 후세인

## 같이 보기
- 딕 체니 부통령직
- 조지 H. W. 부시 행정부, 그의 아버지
- 토니 블레어 정권
- 조지 W. 부시 대통령 센터
- 조지 W. 부시 탄핵 노력
- 조지 W. 부시가 사면한 사람들 목록
- 허리케인 카트리나의 정치적 영향
- 조지 W. 부시에 대한 시위
- 조지 W. 부시의 대중적 이미지
- 21세기 미국의 연방 정치 스캔들 목록

## 내용주
1. ↑  이라크에서는 진행 중인 대량살상무기 프로그램이 발견되지 않았지만,[128][129] 미국은 1991년 이전에 생산된 일부 화학 무기를 발견했다.[130]
2. ↑  표는 매년 초 이라크와 아프가니스탄에 주둔한 미군 병력 수를 보여준다.
3. 1 2  공화당 부통령 딕 체니가 캐스팅 보트를 행사하면서, 공화당은 2001년 1월 20일부터 상원에서도 다수당을 차지했다. 2001년 6월, 짐 제퍼즈는 공화당을 떠나 민주당과 코커스를 구성하면서 민주당이 다수당이 되었다.
4. 1 2 3  제107대 의회(2001년 1월 3일 – 2001년 1월 19일) 17일은 클린턴 대통령 재임 중이었고, 제111대 의회(2009년 1월 3일 – 2009년 1월 19일) 17일은 부시의 두 번째 임기 중이었다.

### 인용된 저서
- Draper, Robert (2007). 《Dead Certain: The Presidency of George W. Bush》. Free Press. ISBN 978-0743277280.
- Herring, George C. (2008). 《From Colony to Superpower; U.S. Foreign Relations Since 1776》. Oxford University Press. ISBN 978-0-19-507822-0.
- Jacobson, Gary (2010). 《George W. Bush, the Iraq War, and the Election of Barack Obama》. 《Presidential Studies Quarterly》 40. 207–224쪽. doi:10.1111/j.1741-5705.2010.03755.x. JSTOR 23044817.
- Leffler, Melvyn P. (2011). 《9/11 in Retrospect: George W. Bush's Grand Strategy, Reconsidered》. 《Foreign Affairs》 90. 33–44쪽. JSTOR 23041774.
- Mann, James (2015). 《George Bush》. Times Books. ISBN 978-0805093971.
- Smith, Jean Edward (2016). 《Bush》. Simon & Schuster. ISBN 978-1476741192.

## 추가 자료

### 학술
- Abramson, Paul R., John H. Aldrich, and David W. Rohde. Change and Continuity in the 2004 and 2006 Elections (2007), 324pp excerpt and text search
- Allard, Scott W. "The Changing Face of Welfare During the Bush Administration." Publius 2007 37(3): 304–332. ISSN 0048-5950
- Baker, Peter (2013). 《Days of Fire: Bush and Cheney in the White House》. Doubleday.
- Barilleaux, Ryan, et al. Testing the limits: George W. Bush and the imperial presidency (Rowman & Littlefield, 2009).
- Berggren, D. Jason, and Nicol C. Rae. "Jimmy Carter and George W. Bush: Faith, Foreign Policy, and an Evangelical Presidential Style." Presidential Studies Quarterly. 36#4 2006. pp 606+.
- Brands, Hal, and Peter Feaver. "The case for Bush revisionism: Reevaluating the legacy of America’s 43rd president." Journal of Strategic Studies 41.1–2 (2018): 234–274. online 보관됨 2월 5, 2022 - 웨이백 머신
- Campbell, Colin, Bert A. Rockman, and Andrew Rudalevige, eds.. The George W. Bush Legacy Congressional Quarterly Press, 2007, 352pp; 14 essays by scholars excerpts and online search from Amazon.com
- Congressional Quarterly. CQ Almanac Plus highly detailed annual compilation of events in Congress, White House, Supreme Court, summarizing the weekly "Congressional Quarterly Weekly Report". (annual, 2002–2009)
  - Congressional Quarterly. Congress and the Nation: Volume 12: 2005–2008 (CQ Press, 2009) online
- Conlan, Tim and John Dinan. "Federalism, the Bush Administration, and the Transformation of American Conservatism." Publius 2007 37(3): 279–303. ISSN 0048-5950
- Corrado, Anthony, E. J. Dionne Jr., Kathleen A. Frankovic. The Election of 2000: Reports and Interpretations (2001)
- Daynes, Byron W. and Glen Sussman. "Comparing the Environmental Policies of Presidents George H. W. Bush and George W. Bush." White House Studies 2007 7(2): 163–179. ISSN 1535-4768
- Denton, Robert E., ed. The George W. Bush Presidency : A Rhetorical Perspective (Lexingtron, 2012)
- Desch, Michael C. "Bush and the Generals." Foreign Affairs 2007 86(3): 97–108. ISSN 0015-7120 Fulltext: Ebsco
- Dobel, J. Patrick. "Prudence and presidential ethics: the decisions on Iraq of the two presidents Bush." Presidential Studies Quarterly 40.1 (2010): 57–75. online
- Dolan, Chris J., and David B. Cohen. "The War About the War: Iraq and the Politics of National Security Advising in the GW Bush Administration's First Term." Politics & Policy 34.1 (2006): 30–64. online
- Eckersley, Robyn. "Ambushed: the Kyoto Protocol, the Bush Administration's Climate Policy and the Erosion of Legitimacy." International Politics 2007 44(2–3): 306–324. ISSN 1384-5748
- Edwards III, George C. and Philip John Davies, eds. New Challenges for the American Presidency New York: Pearson Longman, 2004. 245 pp. articles from Presidential Studies Quarterly
- Edwards III, George C. and Desmond King, eds. The Polarized Presidency of George W. Bush (2007), 478pp; essays by scholars; excerpt and online search from Amazon.com
- Ferguson, Michaele L. et al. eds. W Stands for Women: How the George W. Bush Presidency Shaped a New Politics of Gender (Duke UP, 2007)
- Fortier, John C. and Norman J. Ornstein, eds. Second-term Blues: How George W. Bush Has Governed (2007), 146pp excerpt and online search from Amazon.com
- Gormley, Beatrice. Laura Bush: America's First Lady (Simon and Schuster, 2010) online
- Graham John D. Bush on the Home Front: Domestic Policy Triumphs and Setbacks (Indiana University Press, 2010) 425 pages; covers taxation, education, health care, energy, the environment, and regulatory reform.
- Greenstein, Fred I. ed. The George W. Bush Presidency: An Early Assessment Johns Hopkins University Press, 2003
- Greenstein, Fred I. "The Contemporary Presidency: The Changing Leadership of George W. Bush A Pre- and Post-9/11 Comparison" in Presidential Studies Quarterly v 32#2 2002 pp 387+.
- Gregg II, Gary L. and Mark J. Rozell, eds. Considering the Bush Presidency Oxford University Press, 2004. 210 pp. British perspectives
- Greene, John Robert. The Presidency of George W. Bush Lawrence: University Press of Kansas, 2021. ISBN 978-0-7006-3268-8
- Hadley, Stephen J., et al. eds. Hand-Off: The Foreign Policy George W. Bush Passed to Barack Obama ( Rowman & Littlefield Publishers/Brookings Institution Press. 2023) ISBN 978-0-8157-3977-7 excerpt
- Hendrickson, Ryan C., and Kristina Spohr Readman, "From the Baltic to the Black Sea: Bush's NATO Enlargement." White House Studies. (2004) 4#3 pp: 319+.
- Hilliard, Bryan, Tom Lansford, and Robert P Watson, eds. George W. Bush: Evaluating the President at Midterm SUNY Press 2004
- Holzer, Harold. The Presidents Vs. the Press: The Endless Battle Between the White House and the Media—from the Founding Fathers to Fake News (Dutton, 2020) pp. 359–376. online
- Jacobson, Gary C. "The Bush Presidency and the American Electorate" Presidential Studies Quarterly v 33 No.4 2003 pp 701+. * Jacobson, Gary C. "Referendum: the 2006 Midterm Congressional Elections." Political Science Quarterly 2007 122(1): 1–24. ISSN 0032-3195 Fulltext: Ebsco
- Lind, Nancy S., and Bernard I. Tamas, eds. Controversies of the George W. Bush Presidency: Pro and Con documents (Greenwood, 2006); primary sources.
- Liu, Goodwin. "The Bush Administration and Civil Rights: Lessons Learned." Duke Journal of Constitutional Law & Public Policy 4 (2009): 77+. online
- Maranto, Robert et al. eds. The Second Term of George W. Bush: Prospects and Perils (2006)
- Milkis, Sidney M. and Jesse H.Rhodes. "George W. Bush, the Party System, and American Federalism." Publius 2007 37(3): 478–503. ISSN 0048-5950
- Moens, Alexander The Foreign Policy of George W. Bush: Values, Strategy, and Loyalty. Ashgate, 2004. 227 pp.
- Morgan, Iwan. The Age of Deficits: Presidents and Unbalanced Budgets from Jimmy Carter to George W. Bush (2009) excerpt
- Morgan, Iwan, ed. Right On?: Political Change and Continuity in George W. Bush's America (2006)
- Morgan, Iwan, and Philip John Davies, eds. Assessing George W. Bush's Legacy–The Right Man? (2010) essays by British experts.
- Murray, Donette, David Brown, and Martin A. Smith, eds. George W. Bush's Foreign Policies: Principles and Pragmatism (Routledge, 2017).
- Nautré, Zoé. U.S. Idealism Meets Reality: Democracy Promotion in the Middle East During the George W. Bush Administration (Berlin: Deutsche Gesellschaft für Auswärtige Politik eV. 2010).
- Rabe, Barry. "Environmental Policy and the Bush Era: the Collision Between the Administrative Presidency and State Experimentation." Publius 2007 37(3): 413–431. ISSN 0048-5950

- Rozell, Mark. The Press and the Bush Presidency (1996)
- Rozell, Mark, and Gleaves Whitney, eds. Religion and the Bush presidency (Springer, 2007).
- Sabato, Larry J. ed. The Sixth Year Itch: The Rise and Fall of the George W. Bush Presidency (2007), experts on the 2006 elections in major states
- Siracusa, Joseph M., and Laurens J. Visser. Going to War with Iraq: A Comparative History of the Bush Presidencies (Palgrave Macmillan, 2020).
- Strozeski, Josh, et al. "From Benign Neglect to Strategic Interest: the Role of Africa in the Foreign Policies of Bush 41 and 43." White House Studies 2007 7(1): 35–51. ISSN 1535-4768
- Updegrove, Mark K. (2017). 《The Last Republicans: Inside the Extraordinary Relationship between George H.W. Bush and George W. Bush》. Harper. ISBN 9780062654120.
- Warshaw, Shirley Anne (2010). 《The Co-Presidency of Bush and Cheney》. Stanford Politics and Policy. ISBN 978-0804758185.
- Wekkin, Gary D. "George H. W. Bush and George W. Bush: Puzzling Presidencies, or the Puzzle of the Presidency?" White House Studies 2007 7(2): 113–124. ISSN 1535-4768
- Wong, Kenneth and Gail Sunderman. "Education Accountability as a Presidential Priority: No Child Left Behind and the Bush Presidency." Publius 2007 37(3): 333–350. ISSN 0048-5950
- Zelizer, Julian E., 편집. (2010). 《The Presidency of George W. Bush: A First Historical Assessment》. Princeton University Press. ISBN 9780691134857.

### 부시 대통령 재임에 대한 반성
- Barnes, Fred. Rebel-in-Chief: How George W. Bush Is Redefining the Conservative Movement and Transforming America (2006)
- Bartlett, Bruce. Impostor: How George W. Bush Bankrupted America and Betrayed the Reagan Legacy (2006)
- Cheney, Dick. In My Time: A Personal and Political Memoir (2011)
- Ferguson, Michaele L. and Lori Jo Marso. W Stands for Women: How the George W. Bush Presidency Shaped a New Politics of Gender (2007)
- Gerson, Michael J. Heroic Conservatism: Why Republicans Need to Embrace America's Ideals (And Why They Deserve to Fail If They Don't) (2007), excerpt and text search
- Greenspan, Alan. The Age of Turbulence: Adventures in a New World (2007)
- Hayes, Stephen F. Cheney: The Untold Story of America's Most Powerful and Controversial Vice President (2007), excerpts and online search
- Hughes, Karen. George W. Bush: Portrait of a Leader (2005)
- Mabry, Marcus. Twice as Good: Condoleezza Rice and Her Path to Power (2007)
- Moore, James. and Wayne Slater. Bush's Brain: How Karl Rove Made George W. Bush Presidential (2003)
- Rice, Condoleezza. No Higher Honor: A Memoir of My Years in Washington (2011)
- Rumsfeld, Donald. Known and Unknown: A Memoir (2011)
- Suskind, Ron. The Price of Loyalty: George W. Bush, the White House, and the Education of Paul O'Neill (2004), excerpts and online search from Amazon.com
- Woodward, Bob. Plan of Attack (2003), excerpt and text search
- Yamashiro, Daniel K.M. "Religious Influences on Crisis Presidential Decision-Making: A New Belief in the Operational Code Analysis of George W. Bush" (Thesis Harvard U. 2017) online.

주요 자료
- Bush, George W. George W. Bush on God and Country: The President Speaks Out About Faith, Principle, and Patriotism (2004)
- Bush, George W. 결정의 순간들 (2010)